# Worek pusański
Worek pusański (kor. 부산 교두보, RR: Busan gyodubo; ang. Pusan Perimeter) – obszar w południowo-wschodniej części Półwyspu Koreańskiego, zajmowany przez wojska ONZ (głównie południowokoreańskie i amerykańskie), przyparte do wybrzeża Morza Japońskiego przez siły Korei Północnej, o który toczyły się walki od 4 sierpnia do 18 września 1950 r. Była to jedna z pierwszych poważnych bitew wojny koreańskiej. Dowództwo ONZ zebrało 140 000 żołnierzy, by ostatecznie stawić czoła inwazji Koreańskiej Armii Ludowej liczącej 98 000 ludzi na ostatnim skrawku terenu w Korei niezajętym przez wojska komunistyczne.
Siły ONZ, po pięciu tygodniach upokarzającego odwrotu przed nacierającymi komunistami, zostały zepchnięte do worka pusańskiego, 230-kilometrowej linii obronnej wokół obszaru portu w Pusanie. Oddziały ONZ umocniły pozycje na obrzeżach worka, odpierając powtarzające się ataki Koreańskiej Armii Ludowej przez sześć tygodni, głównie w okolicach miast Taegu, Masan i Pohang oraz nad rzeką Naktong. Zmasowane ataki północnych Koreańczyków nie zmusiły wojsk ONZ do wycofania się w głąb worka, pomimo dwóch poważnych koncentracji sił komunistycznych w sierpniu i wrześniu.
Wojska północnokoreańskie, hamowane przez niedobory zaopatrzenia i ogromne straty, nieustannie atakowały siły ONZ, próbując przebić się przez linię obrony. Siły ONZ wykorzystały jednak port w Pusanie do sprowadzenia wojsk z USA i Japonii, co pozwoliło osiągnąć przewagę liczebną w ludziach, sprzęcie i zaopatrzeniu, a marynarka wojenna i siły powietrzne państw ONZ pozostały niezagrożone przez wojska północnokoreańskie podczas walk w worku pusańskim. Po sześciu tygodniach siły komunistyczne załamały się i rozpoczęły generalny odwrót po tym, jak siły ONZ przeprowadziły desant pod Inczon 15 września, a następnego dnia wojska na południu wyrwały się z worka. Bitwa wyznaczała najdalej wysunięte na południe miejsce, do którego udało się dotrzeć wojskom północy w czasie wojny koreańskiej.

## Tło sytuacyjne

### Wybuch wojny

Mapa pokazująca postępy wojsk północnokoreańskich na pierwszym etapie wojny. Worek pusański to zielony obszar w południowo-wschodniej części półwyspu

Po wybuchu wojny koreańskiej Organizacja Narodów Zjednoczonych postanowiła zaangażować wojska swoich państw do wsparcia Korei Południowej, która została napadnięta przez sąsiednią Koreę Północną. Stany Zjednoczone jako pierwsze wysłały siły lądowe na Półwysep Koreański w celu odparcia inwazji Korei Północnej i zapobieżenia upadkowi Korei Południowej. Jednak siły amerykańskie na Dalekim Wschodzie systematycznie malały od zakończenia II wojny światowej pięć lat wcześniej, a w 1950 roku wówczas najbliższą dostępną siłą była 24 Dywizja Piechoty 8 Armii stacjonująca w Japonii. Dywizja była zbyt słaba, a większość jej wyposażenia była przestarzała ze względu na redukcję wydatków wojskowych. Mimo to 24 Dywizja Piechoty została skierowana do Korei Południowej.
Koreańska Armia Ludowa, licząca na początku wojny 89 000 ludzi, przedarła się do Korei Południowej w sześciu kolumnach, zaskakując mniejszą i słabszą Armię Republiki Korei, niemal całkowicie ją rozgramiając. Mniejsza Republika Korei cierpiała z powodu słabości struktur państwowych i wojskowych oraz niedoboru wyposażenia i zupełnie nie była przygotowana do wojny. Liczniejsze i lepiej wyposażone siły komunistyczne zniszczyły opór izolowanych grup zaledwie 38-tysięcznej Armii Republiki Korei, posuwając się miarowo na południe. Większość sił zbrojnych Korei Południowej wycofała się w obliczu przytłaczających sił wroga. Do 28 czerwca Koreańska Armia Ludowa zdobyła stolicę Korei Południowej, Seul, zmuszając rząd i jego rozbite oddziały wojskowe do odwrotu dalej na południe. Chociaż stale spychane w głąb swojego terytorium, siły Armii Republiki Korei zaczynały stawiać bardziej znaczący opór dalej na południe, mając nadzieję, że opóźnią komunistów na tyle, jak to tylko możliwe. Doszło do zażartych walk o kontrolę nad kilkoma miastami, w których obie strony poniosły ciężkie straty. Południowi Koreańczycy zaciekle bronili Yeongdeok, zanim zostali zmuszeni do odwrotu, a także zdołali odeprzeć siły komunistyczne w bitwie pod Andong.
Nieliczne i niedostatecznie wyposażone siły amerykańskie – zaangażowane w walki na poziomie lokalnym tak szybko, jak tylko mogły zostać rozmieszczone na froncie – poniosły szereg porażek i zostały zepchnięte na południe. 24 Dywizja Piechoty, pierwsza amerykańska jednostka uczestnicząca w wojnie koreańskiej, poniosła ciężkie straty w bitwie pod Taejon w połowie lipca i została wyparta po ciężkich walkach. Elementy 3. batalionu 29 Pułku Piechoty, nowo przybyłe do kraju, zostały zniszczone pod Hadong w skoordynowanej zasadzce sił północnokoreańskich 27 lipca, pozostawiając otwartą lukę w rejonie Pusanu. Wkrótce potem, na zachodzie upadło Jinju, skąd wyparto 19 Pułk Piechoty i otworzono drogi do Pusanu. Jednostki amerykańskie były jednak w stanie pokonać i odepchnąć komunistów na flance w bitwie o Notch 2 sierpnia, ponosząc jeszcze cięższe straty, a siły północnokoreańskie na zachodniej flance wycofały się na kilka dni, aby dozbroić się i otrzymać posiłki. Dało to obu stronom kilka dni wytchnienia, aby przygotować się do bitwy o worek pusański.

## Preludium

### Zaangażowane siły
Koreańska Armia Ludowa została zorganizowana w zmechanizowane połączone siły zbrojne składające się z dziesięciu dywizji, liczących pierwotnie około 89 000 dobrze wyszkolonych i wyposażonych żołnierzy w lipcu, z setkami czołgów T-34. Jednak działania obronne sił amerykańskich i południowokoreańskich znacznie opóźniły inwazję północnych Koreańczyków na Koreę Południową, która kosztowała ich 58 000 straconych żołnierzy i dużą liczbę czołgów. Aby zrekompensować te straty, komuniści musieli polegać na mniej doświadczonych rezerwistach i poborowych, z których wielu zostało zrekrutowanych w łapankach na podbitych terytoriach Korei Południowej. W trakcie bitwy o worek pusański Koreańska Armia Ludowa sformowała w sumie 13 nowych dywizji piechoty i jedną dywizję pancerną do walk na południowym wschodzie.
Siły ONZ zostały zorganizowane pod operacyjnym dowództwem amerykańskiej 8 Armii, która miała swoją kwaterę główną w Taegu. W jej skład wchodziły trzy słabe dywizje amerykańskie; 24 Dywizja Piechoty została sprowadzona do kraju na początku lipca, a 1 Dywizja Kawalerii i 25 Dywizja Piechoty przybyły pomiędzy 14 a 18 lipca. Siły te zajęły zachodnią część worka, wzdłuż rzeki Naktong. Armia Republiki Korei, licząca teraz po własnej, masowej kampanii rekrutacyjnej 58 000 żołnierzy, została podzielona na dwa korpusy i pięć dywizji; ze wschodu na zachód I Korpus składał się z 8 Dywizji Piechoty i Dywizji Stołecznych, podczas gdy II Korpus obejmował 1 i 6 Dywizję Piechoty. Odtworzona 3 Dywizja Piechoty została poddana bezpośredniej kontroli naczelnego dowództwa Armii Republiki Korei. Morale wśród jednostek ONZ było niskie ze względu na dużą liczbę porażek poniesionych do tego momentu wojny. Siły amerykańskie poniosły w ciągu ostatniego miesiąca ponad 6000 ofiar, podczas gdy południowi Koreańczycy stracili około 70 000 żołnierzy od początku wojny.
Trudno oszacować liczbę żołnierzy każdej ze stron. Koreańska Armia Ludowa miała około 70 000 ludzi skierowanych na worek pusański 5 sierpnia, przy czym większość jej dywizji była znacznie słabsza niż na początku wojny. Prawdopodobnie miała mniej niż 3000 ludzi w jednostkach zmechanizowanych i około 40 czołgów T-34 na froncie, z powodu poniesionych dotychczas strat. Dowódca sił ONZ, gen. Douglas MacArthur, poinformował 4 sierpnia o obecności 141 808 żołnierzy ONZ w Korei, z czego 47 000 w jednostkach bojowych USA i 45 000 w jednostkach bojowych Korei Południowej. W ten sposób siły naziemne ONZ przewyższały liczebnie komunistów 92 000 do 70 000. Siły ONZ miały również pełne panowanie w powietrzu i na morzu przez całą bitwę, a Siły Powietrzne USA i Marynarka Wojenna USA zapewniały wsparcie dla jednostek naziemnych w worku pusańskim praktycznie bez sprzeciwu ze strony północnych Koreańczyków.
Ogólne dowództwo nad siłami morskimi zostało przejęte przez amerykańską 7 Flotę, a większość zaangażowanych w bitwę sił morskich przypłynęła bezpośrednio z USA. Wielka Brytania dostarczyła również niewielką, morską grupę zadaniową, w skład której wchodził lotniskowiec i kilka krążowników. Ostatecznie również Australia, Kanada, Holandia i Nowa Zelandia dostarczyły swoje okręty transportowe. Kilkaset myśliwców-bombardujących 5 Armii Powietrznej zostało rozmieszczonych w worku pusańskim i w Japonii, a tuż przy wybrzeżu Korei znajdowały się samoloty Marynarki Wojennej Stanów Zjednoczonych na pokładzie USS Valley Forge i USS Philippine Sea. Pod koniec bitwy 8 Armia miała większe wsparcie z powietrza niż 12 Grupa Armii gen. Omara Bradleya w Europie Północno-Zachodniej podczas II wojny światowej.
Od południa do północnego wschodu jednostkami Koreańskiej Armii Ludowej ustawionymi naprzeciw jednostek ONZ były: 83 Pułk Zmotoryzowany 105 Dywizji Pancernej, a następnie 6, 4, 3, 2, 15, 1, 13, 8, 12 i 5 Dywizja Piechoty oraz 766 Samodzielny Pułk Piechoty.
Przez cały wrzesień 1950 roku, gdy bitwa o worek pusański była w pełni, przybywało więcej sił ONZ z USA i innych państw. 2 Dywizja Piechoty, 5 Pułkowy Zespół Bojowy, 1 Tymczasowa Brygada Piechoty Morskiej i brytyjska 27 Brygada Wspólnoty Narodów przybyły do worka pusańskiego później w walce wraz z dużą liczbą świeżych żołnierzy i sprzętu, w tym ponad 500 czołgów. Pod koniec bitwy siły 8 Armii wzrosły z trzech słabych, źle przygotowanych dywizji do czterech dobrze wyposażonych i gotowych do służby frontowej formacji.

### Logistyka

#### Logistyka wojsk ONZ

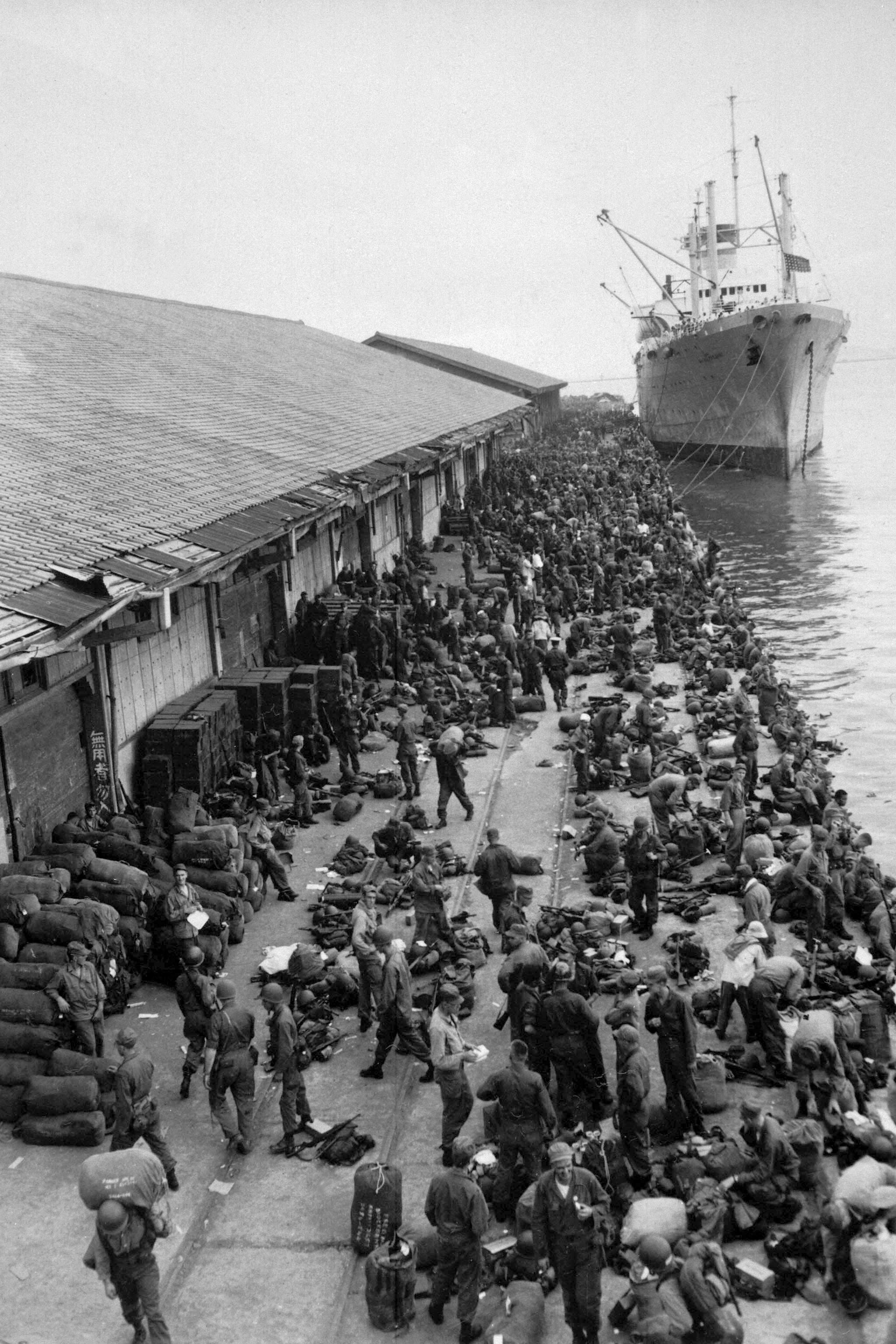
Wojska ONZ rozładowują się na wybrzeżu Korei

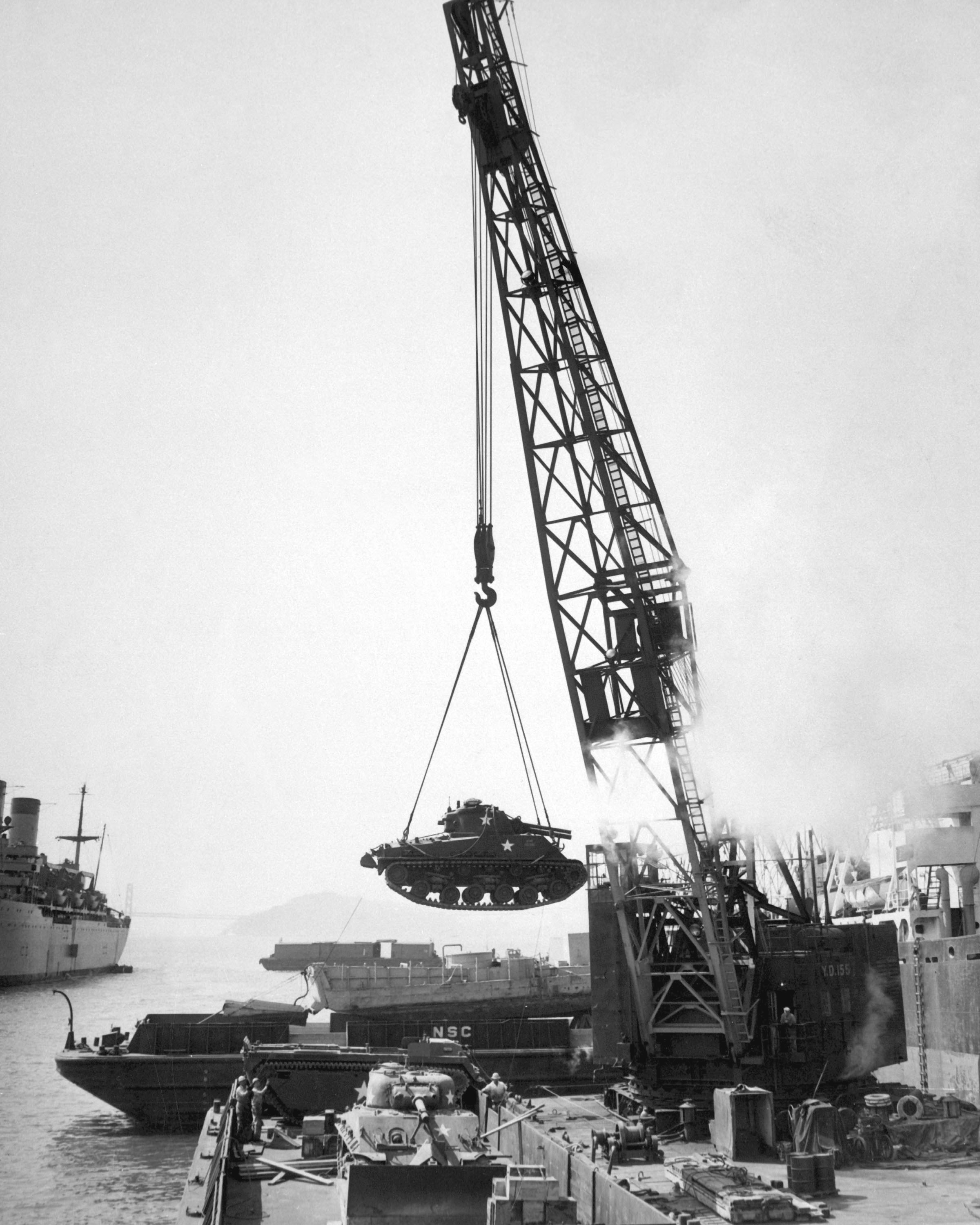
Czołg M4 Sherman ładowany na barkę w porcie Oakland w Kalifornii przed wysłaniem do worka pusańskiego, 1950 rok

1 lipca amerykańskie Far East Command nakazało 8 Armii przejęcie odpowiedzialności za całe zaplecze logistyczne sił USA i ONZ w Korei, w tym Armii Republiki Korei. Zaopatrzenie dla wojsk amerykańskich i południowokoreańskich docierało ze Stanów Zjednoczonych i Japonii. Ponowne wyposażenie Armii Republiki Korei postawiło siły ONZ przed poważnymi problemami logistycznymi w lipcu. Największym problemem był brak amunicji. Chociaż z czasem sytuacja logistyczna uległa poprawie, amunicji brakowało przez większą część wojny. Zużycie zaopatrzenia różniło się w poszczególnych jednostkach, a brak wcześniej opracowanego planu zmusił logistyków ONZ do stworzenia systemu w warunkach bojowych.
Większość dostaw drogą morską była prowadzona przez statki towarowe Armii i Marynarki Wojennej Stanów Zjednoczonych. Ogromny popyt na jednostki pływające zmusił ONZ do wynajmowania prywatnych statków i wycofywania okrętów z floty rezerwowej, aby zwiększyć liczbę jednostek w służbie. Pusan był jedynym portem w Korei Południowej, który miał obiekty dokujące wystarczająco duże, aby rozładować planowaną ilość ładunku. Awaryjny transport lotniczy krytycznie potrzebnych materiałów rozpoczął się niemal natychmiast na trasie od Stanów Zjednoczonych do Japonii. Chociaż nie zdołano przedłużyć tej trasy do Korei, Wojskowa Służba Transportu Lotniczego (MATS) szybko się rozwinęła po wybuchu wojny. Zużycie paliwa lotniczego zarówno przez samoloty bojowe, jak i transportowe było tak duże we wczesnej fazie wojny, obciążając bardzo ograniczoną podaż dostępną na Dalekim Wschodzie, że stało się jednym z najpoważniejszych problemów logistycznych. Z Pusan rozciągał się na północ dobry system kolejowy zbudowany przez Japończyków. Koleje były kręgosłupem systemu transportowego ONZ w Korei. 32 000 km koreańskich dróg utwardzonych miało charakter drugorzędny.

#### Logistyka północnokoreańska
Północni Koreańczycy polegali na systemie logistycznym, który był bardzo ubogi i znacznie mniej rozwinięty niż system ONZ. Ich sieć logistyczna była więc w stanie przewozić znacznie mniej dostaw, co powodowało znaczne trudności dla żołnierzy na pierwszej linii frontu. Wzorowana na modelu wykorzystywanym Armii Radzieckiej, naziemna sieć zaopatrzeniowa komunistów opierała się głównie na liniach kolejowych do transportu zaopatrzenia na stacje kolejowe, skąd żołnierze transportowali dostarczone materiały do poszczególnych jednostek pieszo, ciężarówkami lub wozami. Ta druga część transportu dostaw, choć dająca możliwość dotarcia do większej liczby miejsc niż kolej, była również istotną wadą całego systemu, ponieważ był on mniej skuteczny i często zbyt wolny, aby podążać za przemieszczającymi się jednostkami na linii frontu.

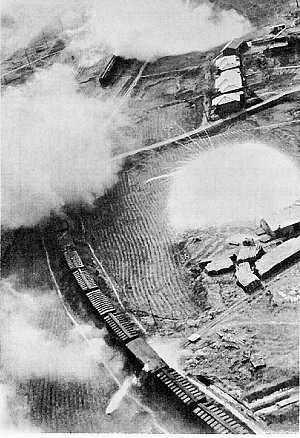
Północnokoreański pociąg zbombardowany przez amerykańskie lotnictwo rakietami i napalmem

Brak dużych lądowisk i samolotów w Korei Północnej oznaczał, że lotnictwo mogło przetransportować jedynie minimalną ilość zaopatrzenia drogą powietrzną, przy czym główne, krytycznie potrzebne materiały były sprowadzane z Chin. Poza tym samoloty nie odgrywały prawie żadnej roli w logistyce wojsk Korei Północnej. Koreańczycy nie byli też w stanie efektywnie wykorzystać transportu morskiego. Porty w Wŏnsan i Hŭngnam można było wykorzystać do transportu części żołnierzy i zaopatrzenia, ale pozostawały one zbyt słabo rozwinięte, aby wspierać jakiekolwiek ruchy logistyczne na dużą skalę, a port w Inczonie na południu nie nadawał się do przyjęcia naraz dużej liczby statków.
W połowie lipca Dowództwo Bombowe Sił Powietrznych Dalekiego Wschodu ONZ rozpoczęło kampanię przeciwko strategicznym celom logistycznym Korei Północnej. Pierwszym z tych celów był Wŏnsan na wschodnim wybrzeżu. Miasto to było ważnym centrum komunikacyjnym, które łączyło Władywostok w ZSRR z Koreą Północną zarówno drogą kolejową, jak i morską. Stamtąd biegły linie kolejowe do wszystkich baz polowych Koreańskiej Armii Ludowej. Ogromna większość radzieckich dostaw dla Korei Północnej na początku wojny napłynęła właśnie do Wŏnsan i dlatego od początku miasto było uważane za główny cel militarny. Do 27 lipca amerykańskie lotnictwo bombowe miało gotowy kompleksowy plan bombardowania ruchu kolejowego na północy. Plan ten miał na celu odcięcie przepływu żołnierzy i sprzętu na front z Korei Północnej na obszar walki. Zniszczenie dwóch punktów przecięcia szlaków zaopatrzeniowych: mostu kolejowego i stacji rozrządowych w Pjongjangu oraz mostu w Hamhŭng i stacji rozrządowych w Hŭngnam oraz Wŏnsan, prawie całkowicie przerwałyby kolejową sieć logistyczną Korei Północnej. Zniszczenie mostów kolejowych na rzece Han w pobliżu Seulu spowodowałoby z kolei przerwanie komunikacji kolejowej z obszarem worka pusańskiego. 4 sierpnia ciężkie bombowce B-29 Superfortress rozpoczęły ataki na wszystkie kluczowe mosty na północ od 37. równoleżnika, a 15 sierpnia również lekkie bombowce i myśliwce włączyły się w kampanię lotniczą.
Dominacja 5 Armii Lotniczej na niebie nad Koreą zmusiła północnych Koreańczyków w pierwszym miesiącu wojny do przemieszczania dostaw na pole bitwy wyłącznie pod osłoną nocy. Opierali się oni głównie na liniach kolejowych, aby wysyłać zaopatrzenie na front, jednak niedobór ciężarówek stanowił najpoważniejszy problem z dostawami z pociągów do poszczególnych jednostek, zmuszając komunistów coraz bardziej do polegania na wozach i zwierzętach jucznych. Koreańska Armia Ludowa była jednak w stanie utrzymać transport na długich liniach komunikacyjnych pomimo ciężkich i ciągłych ataków z powietrza, a wysiłki sił powietrznych ONZ nie zdołały całkowicie zatrzymać ich wojskowego transportu kolejowego. Amunicja i paliwo, które miały pierwszeństwo przed wszystkimi innymi typami zaopatrzenia, nadal docierały na front, ale w mniejszych ilościach niż poprzednio. Żywności, która nie miała tego priorytetu, w najlepszym przypadku starczało na jeden lub dwa posiłki dziennie. Większość jednostek musiała przynajmniej częściowo żyć na rachunek ludności cywilnej Korei Południowej, poszukując w nocy żywności i zapasów. Do 1 września sytuacja aprowizacyjna w Koreańskiej Armii Ludowej na froncie była tak zła, że większość jej żołnierzy wykazywała poważne osłabienie, co skutkowało obniżeniem ich skuteczności bojowej.
Niewydolność logistyczna pozostała krytyczną słabością wojsk północnokoreańskich, która kosztowała ją dotkliwe porażki po początkowych sukcesach w wojnie. Komunikacja i zaopatrzenie Koreańskiej Armii Ludowej nie były w stanie wyposażyć atakujących wojsk na froncie w obliczu zmasowanego ognia sił pancernych, lotnictwa i artylerii, który mógł być skoncentrowany przeciwko jej żołnierzom w krytycznych punktach.

### Teren

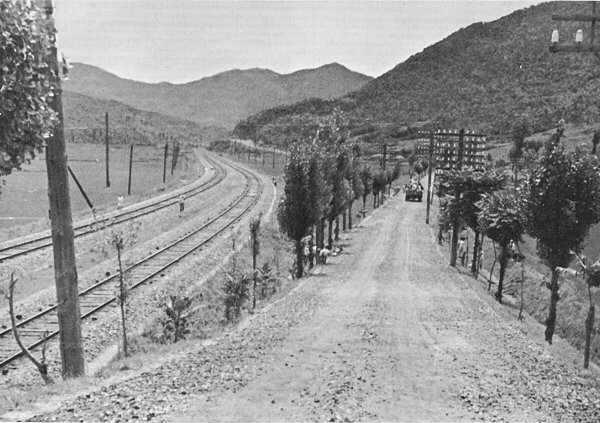
Główna linia kolejowa i droga Seul-Pusan były integralną częścią dostarczania zaopatrzenia wojsk północnokoreańskich na front

Siły ONZ utworzyły perymetr obronny wokół miasta portowego Pusan w lipcu i sierpniu 1950 roku. Obwód o długości około 230 km rozciągał się od Cieśniny Koreańskiej do Morza Japońskiego na zachód i na północ od Pusan. Na zachodzie obwód był z grubsza zarysowany przez rzekę Naktong, która zakręcała w mieście Taegu, z wyjątkiem najbardziej wysuniętych na południe 24 km obrony, gdzie Naktong skręcał na wschód po ujściu do rzeki Nam. Granica północna była nieregularną linią biegnącą przez góry od Waegwan i Andong do Yongdok.
Z wyjątkiem delty Naktongu na południu i doliny pomiędzy Taegu i P'ohang-dong, teren bitwy był wyjątkowo nierówny i górzysty. Na północny wschód od P'ohang-dong wzdłuż linii południowokoreańskich teren był szczególnie zdradliwy, a poruszanie się w nim należało do niezwykle trudnych. Siły ONZ ustanowiły linie obronne w miejscu zamykanym przez Morze Japońskie na południu i wschodzie, rzekę Naktong na zachodzie i niezwykle górzysty teren na północy, wykorzystując ten teren jako naturalną obronę. Jednak nierówny teren utrudniał również komunikację, szczególnie dla sił południowokoreańskich w rejonie P'ohang-dongu.
Siły zbrojne w tym regionie również poniosły straty związane z upałem. Korea ucierpiała z powodu dotkliwej suszy latem 1950 roku, przyjmując tylko 130 mm deszczu, w przeciwieństwie do normalnych 510 mm w lipcu i sierpniu. W połączeniu z temperaturami rzędu 41° C, gorąca i sucha pogoda przyczyniła się do dużej liczby strat związanych z upałami i wysiłkiem fizycznym, szczególnie wśród nieprzystosowanych do miejscowego klimatu żołnierzy amerykańskich.

## Sierpniowe natarcie

### Pozycje obronne

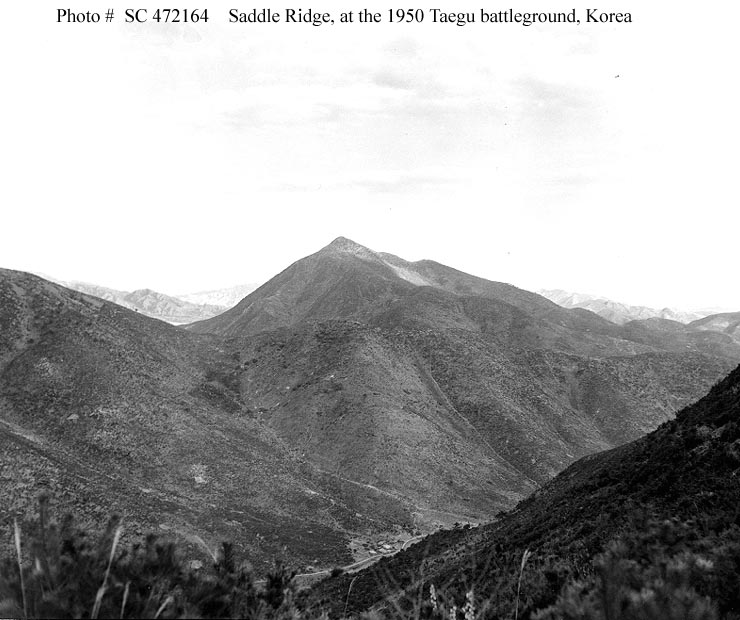
Grzbiet Saddle w pobliżu Taegu, jednej z pozycji worka pusańskiego bronionej przez wojska ONZ

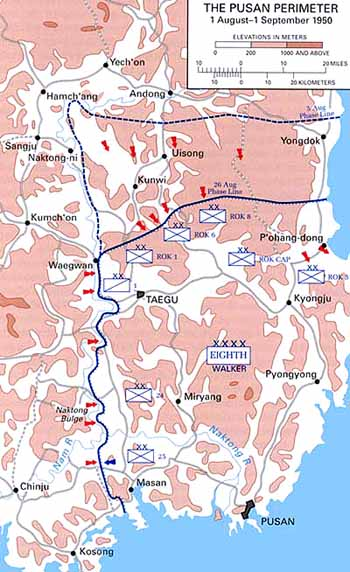
Mapa worka pusańskiego, sierpień 1950 roku

1 sierpnia 8 Armia wydała dyrektywę operacyjną dla wszystkich sił lądowych ONZ w Korei w sprawie ich planowanego wycofania się na wschód od rzeki Naktong. Jednostki ONZ miała wówczas utworzyć główną linię obrony na obwodzie, który przeszedł do historii jako worek pusański. Chodziło o spowolnienie i zatrzymanie Koreańskiej Armii Ludowej, podczas gdy ONZ gromadziła swoje siły i przygotowywała kontrofensywę. Amerykańska 25 Dywizja Piechoty utrzymywała najbardziej wysuniętą na południe flankę pod Masan, podczas gdy 24 Dywizja Piechoty wycofała się do Koch'ang. 1 Dywizja Kawalerii wycofała się do Waegwan. Siły amerykańskie zburzyły wszystkie mosty na rzece Naktong podczas odwrotu. Na jednym moście w sektorze 1 Dywizji Kawalerii dowódca dywizji kilkakrotnie próbował usunąć uchodźców z mostu, ale mimo ostrzeżeń i kilku prób oczyszczenia mostu, ci nadal go przekraczali. Ostatecznie dowódca został zmuszony do wysadzenia mostu razem z nimi, zabijając kilkuset cywilów.
Centralnym punktem planu obronnego ONZ było utrzymanie portu w Pusanie, do którego napływały niezbędne dostawy zaopatrzenia i posiłki z Japonii oraz USA. Pusan posiadał także lotniska, na których amerykańskie samoloty bojowe i transportowe przybywały do Korei z dodatkową ilością zaopatrzenia. System podobny do Red Ball Express z czasów II wojny światowej był używany do dostarczania zaopatrzenia z Pusanu na linię frontu. Każdego miesiąca do Pusan przypływały setki statków, poczynając od 230 w lipcu, w późniejszych miesiącach stale wzrastały. 24 lipca ONZ ustanowiła swoją kwaterę główną pod dowództwem MacArthura w Tokio w Japonii. Siły północnokoreańskie w tym samym czasie cierpiały z powodu nadmiernie rozciągniętych linii zaopatrzeniowych, co poważnie zmniejszyło ich zdolności bojowe.
Koreańska Armia Ludowa miała cztery możliwe trasy do przebicia się przez obronę sił ONZ: na południu przejście wiodło przez miasto Masan wokół zbiegu rzek Nam i Naktong; kolejna południowa trasa przez wzgórza Naktong do linii kolejowych w Miryang; na północy droga wiodła przez Taegu; a na wschodzie przez Kyongju. W sierpniu komuniści przeprowadzili dużą ofensywę, atakując jednocześnie wszystkie cztery trasy. W rezultacie bitwa o worek pusański nie była pojedynczym starciem, ale serią bitew toczonych pomiędzy dywizjami ONZ i Koreańskiej Armii Ludowej na całej linii obronnej.

### Kontrofensywa ONZ

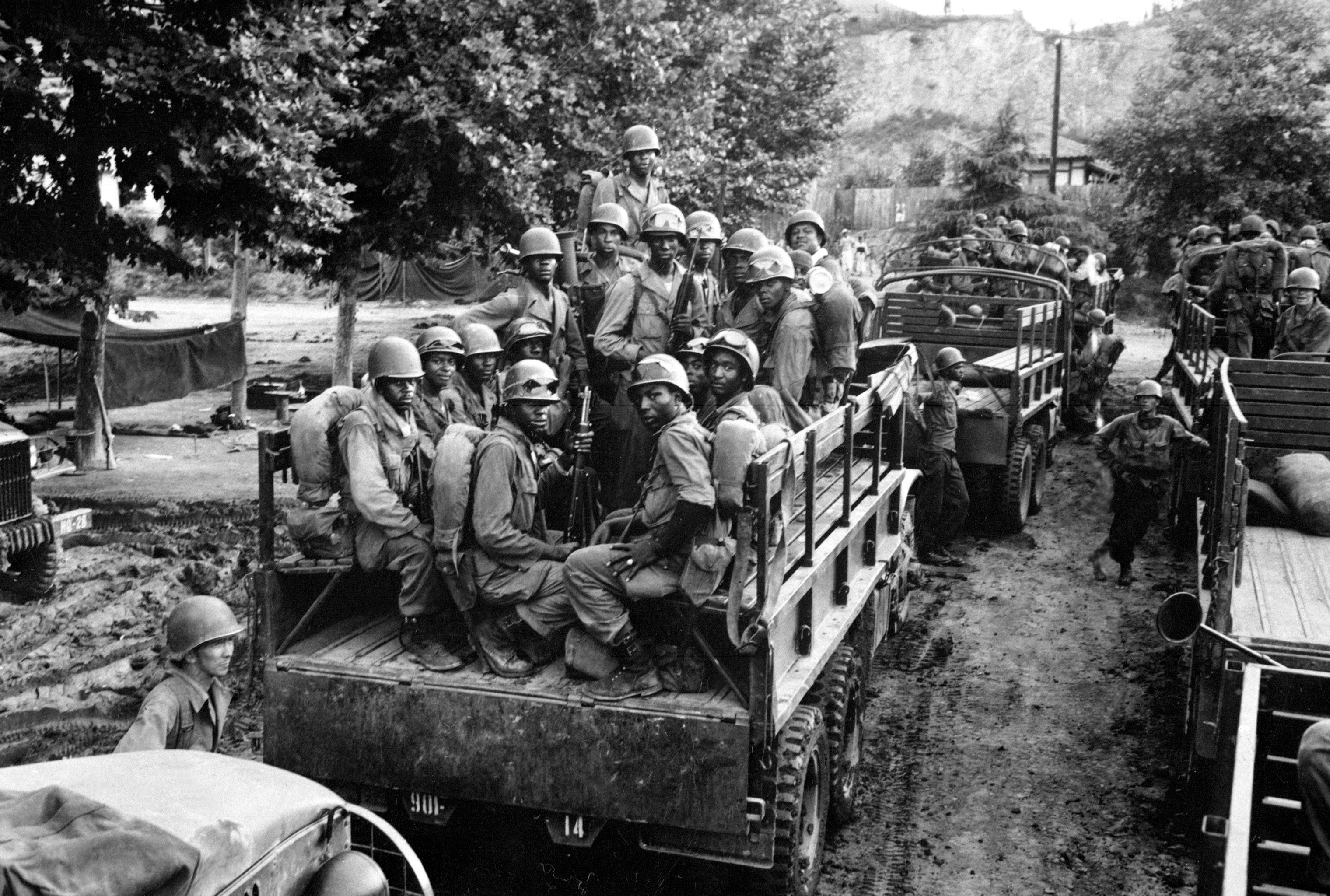
Oddziały amerykańskiej 24 Dywizji Piechoty ruszają na pole bitwy pod Masan

8 Armia, dowodzona przez gen. por. Waltona Walkera, rozpoczęła przygotowywanie na sierpień kontrofensywy, pierwszej w czasie wojny koreańskiej przeprowadzonej przez wojska ONZ. Miała zacząć się od ataku amerykańskich jednostek rezerwowych w rejonie Masanu w celu zabezpieczenia Jinju, po którym powinien nastąpić generalny atak na rzekę Kum w połowie miesiąca. Jednym z celów Walkera było rozbicie przypuszczalnej koncentracji sił północnokoreańskich w pobliżu Taegu poprzez zmuszenie jej do odejścia na południe, w rejon kontrofensywy amerykańskiej. 6 sierpnia 8 Armia wydała dyrektywę operacyjną dotyczącą ataku Grupy Zadaniowej Kean, nazwanej na cześć dowódcy 25 Dywizji Piechoty, Williama B. Keana. Grup Zadaniowa Kean składała się z 25 Dywizji, pomniejszonej o 27 Pułk Piechoty i batalion artylerii polowej, a także z 5 Pułkowego Zespołu Bojowego i dołączonej 1 Tymczasowej Brygady Piechoty Morskiej w sile około 20 000 ludzi. Plan ataku wymagał od Grupy Zadaniowej przesunięcia się na zachód z pozycji utrzymywanych w pobliżu Masan, zajęcia przełęczy Jinju i zabezpieczenia linii aż do rzeki Nam. Jednak ofensywa zakładała także przybycie całej 2 Dywizji Piechoty oraz trzech kolejnych, amerykańskich batalionów czołgów.
Grupa Zadaniowa Kean rozpoczęła swój atak 7 sierpnia, ruszając z rejonu Masan, ale natarcie na samym początku zaowocowało bojem spotkaniowym z jednostkami Koreańskiej Armii Ludowej. Ciężkie walki trwały w tej okolicy przez trzy dni. Do 9 sierpnia Grupa Zadaniowa Kean była gotowa do odbicia Jinju. Amerykanie początkowo szybko posuwali się naprzód, pomimo ciężkiego oporu komunistów. 10 sierpnia piechota morska podjęła natarcie. Jednakże 1 Tymczasowa Brygada Morska została wycofana ze służby 12 sierpnia w celu przeniesienia w inne miejsce worka pusańskiego. Grupa Operacyjna Kean kontynuowała ofensywę, przejmując obszar wokół Chondong-ni. 8 Armia zażądała jednak, aby kilka jej jednostek przeniosło się w rejon Taegu w celu wykorzystania ich w innych miejscach na froncie, szczególnie na grzebiecie Naktong.

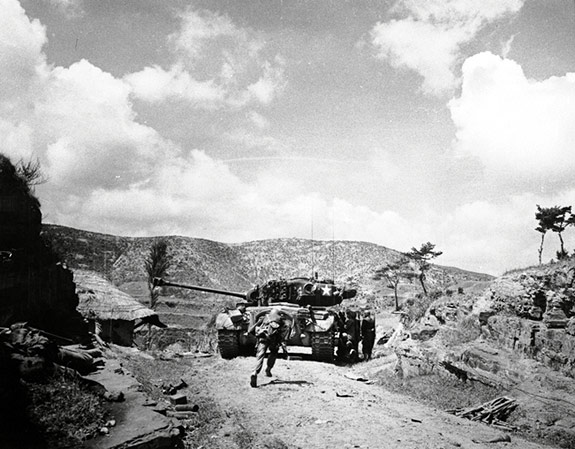
Czołg M26 Pershing w walce na zachód od Masan

Próba przemieszczenia transportów ciężkiego sprzętu 25 Dywizji Piechoty przez dolinę ugrzęzła w błocie w nocy z 10 na 11 sierpnia i została zaatakowana rano przez oddziały komunistyczne, które wyparły siły amerykańskie z wyżyn. W zamieszaniu północnokoreańskie czołgi były w stanie penetrować blokady drogowe i atakować  pozycje amerykańskiej artylerii. Atak z zaskoczenia doprowadził do zniszczenia większości 555. i 90. batalionu artylerii polowej, wraz z większością ich wyposażenia. Zarówno północnokoreańskie, jak i amerykańskie pancerze roiły się na miejscu zdarzenia, a samoloty Piechoty Morskiej Stanów Zjednoczonych nadal zapewniały osłonę, lecz żadna ze stron nie była w stanie osiągnąć znaczących zysków terytorialnych pomimo zadawania sobie nawzajem ogromnych strat. Gdy obszar ponownie znalazł się pod kontrolą Amerykanów. na miejscu zostały znalezione ciała 75 żołnierzy, 55 z 555. batalionu artylerii polowej i 20 z 90. batalionu. Grupa Zadaniowa Kean została zmuszona do wycofania się z powrotem do Masan, nie mogąc utrzymać swoich zdobyczy, i do 14 sierpnia była praktycznie na tych samych pozycjach, w których znajdowała się przed rozpoczęciem ofensywy.
Grupa Zadaniowa Kean nie osiągnęła celu polegającego na odwróceniu uwagi wojsk północnokoreańskich z północy, a także nie zdołała dotrzeć do przełęczy Jinju. Uważa się jednak, że ofensywa znacznie podniosła morale żołnierzy 25 Dywizji Piechoty, która spisała się wyjątkowo dobrze w kolejnych starciach. Północnokoreańska 6 Dywizja została zredukowana do 3000-4000 żołnierzy i musiała uzupełnić swoje szeregi południowokoreańskimi poborowymi z łapanek w Andong. Walki w regionie trwały przez resztę miesiąca.

### Grzbiet Naktong
Około 11 km na północ od zbiegu rzek Naktong i Nam, Naktong zakręca w kierunku zachodnim naprzeciwko Yongsan w szerokiej, półkolistej pętli. Przez większą część tego miejsca rzeka Naktong ma około 400 m szerokości i 1,8 m głębokości, co pozwala piechocie brodzić w wodzie z pewną trudnością, ale uniemożliwiając pojazdom przekraczanie jej bez dodatkowej pomocy. Miejsce to było obserwowane przez sieć punktów obserwacyjnych na wzniesieniach, z których siły 24 Dywizji Piechoty monitorowały obszar rzeki. Siły w rezerwie miały przypuścić kontratak na każdą próbę przejścia północnych Koreańczyków przez rzekę. Dywizja była jednak bardzo rozproszona i osłabiona stratami bojowymi, toteż jej linia była bardzo słaba.

#### Przeprawa północnych Koreańczyków

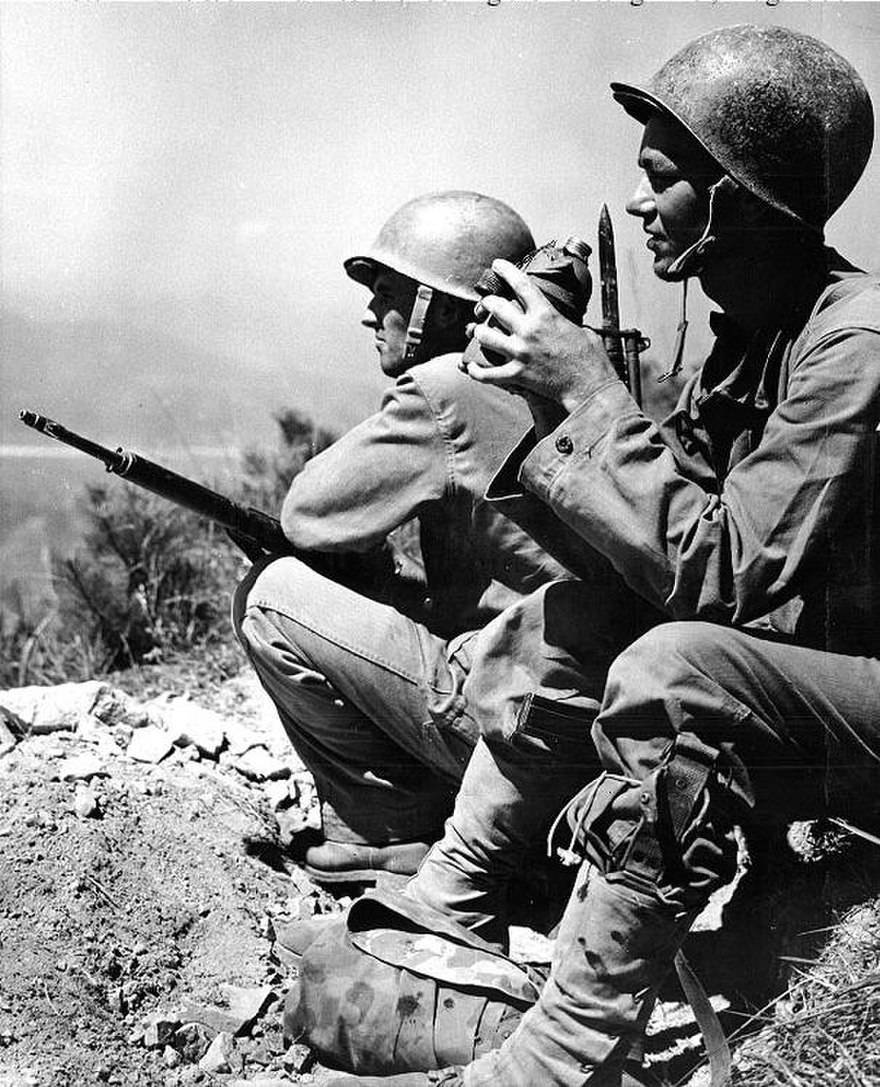
Amerykańscy marines na nowo zdobytej pozycji nad rzeką Naktong, 19 sierpnia

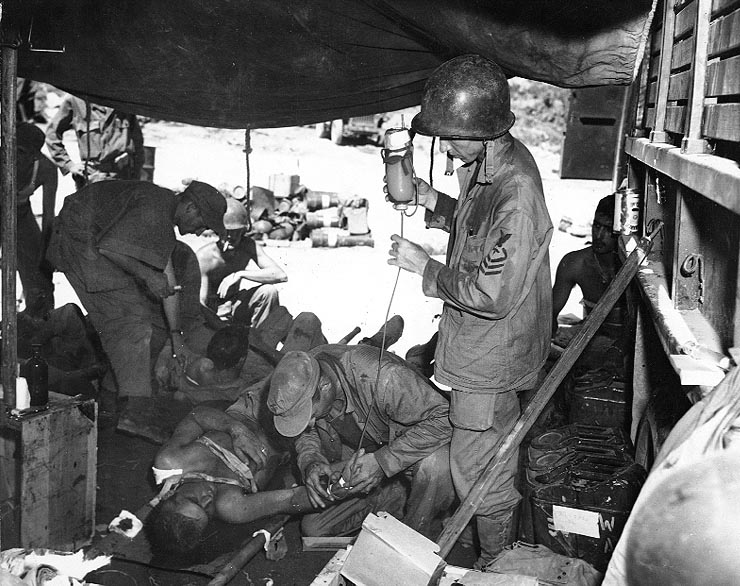
Ranni marines w szpitalu polowym, 17 sierpnia

W nocy z 5 na 6 sierpnia 800 żołnierzy Koreańskiej Armii Ludowej zaczęło brodzić przez rzekę w pobliżu Ohang, 5,6 km na południe od Pugong-ni i na zachód od Yongsan, niosąc lekką broń i zapasy nad głowami lub na tratwach. Druga grupa próbowała przekroczyć rzekę dalej na północ, ale napotkała na opór i cofnęła się. Rankiem 6 sierpnia komuniści zaatakowali, próbując przebić się przez ich linie do Yongsan. To zaskoczyło Amerykanów, spodziewających się ataku z dalszej północy, i doprowadziło do ich odwrotu. Północni Koreańczycy przechwycili dużą ilość amerykańskiego sprzętu. Atak zagroził przełamaniem linii amerykańskich i przerwaniem linii zaopatrzeniowych na północy.
Pomimo amerykańskich kontrataków, komuniści byli w stanie kontynuować natarcie i zająć wzgórze Cloverleaf oraz grzbiet Oblong-ni, operacyjnie ważny teren stojący okrakiem na głównej drodze w obszarze wybrzuszenia. Do 10 sierpnia cała północnokoreańska 4 Dywizja przeszła przez rzekę i zaczęła posuwać się na południe, oskrzydlając linie amerykańskie. Następnego dnia rozproszone elementy wojsk komunistycznych zaatakowały Yongsan. Siły północnokoreańskie wielokrotnie atakowały linie amerykańskie w nocy, kiedy żołnierze odpoczywali i mieli większe trudności ze stawieniem oporu.

#### Porażka wojsk północnokoreańskich
1 Tymczasowa Brygada Morska, w połączeniu z Task Force Hill, przeprowadziła zmasowany kontratak na wzgórze Cloverleaf i grzbiet Obong-ni 17 sierpnia. Początkowo uparta obrona komunistów powstrzymywała natarcie marines. Następnie północni Koreańczycy przeprowadzili własny kontratak w nadziei na odepchniecie marines, ale to się im nie udało. Do zmroku 18 sierpnia północnokoreańska 4 Dywizja została prawie unicestwiona, a grzbiet Obong-ni i wzgórze Cloverleaf zostały odbite przez siły amerykańskie. Następnego dnia pozostałości 4 Dywizji wycofały się całkowicie za rzekę. W swoim pośpiesznym odwrocie komuniści pozostawili dużą liczbę dział i innego sprzętu, z którego Amerykanie następnie korzystali.

### Korytarz wschodni
Teren wzdłuż frontu Armii Republiki Korei we wschodniej części worka pusańskiego utrudniał poruszanie się atakujących. Główna droga biegła z Taegu 80 km na wschód do P'ohang-dong na wschodnim wybrzeżu Korei. Główna droga z północy na południe przecinająca tę linię biegła na południe od Andong przez Yongch'on, w połowie drogi pomiędzy Taegu i P'ohang-dong. Oprócz niej, jedyne naturalne przejście przez linie wojsk ONZ w tej części worka znajdowało się w mieście An'gang-ni, 19 km na zachód od P'ohang-dong, położonym w pobliżu nierównej doliny prowadzącej do głównego węzła kolejowego Kyongju, który był punktem przeładunkowym dla transportu zaopatrzenia do Taegu. Gen. Walker zdecydował się nie wzmacniać znacząco obrony tego obszaru, ponieważ uznał, że miejscowy teren uniemożliwia znaczący atak przeciwnika, woląc odpowiedzieć na ewentualne zagrożenie wysyłaniem posiłków z tras transportowych oraz wsparciem powietrznym z lotniska Yongil, które znajdowało się na południe od P'ohang-dong.

#### Potrójna ofensywa

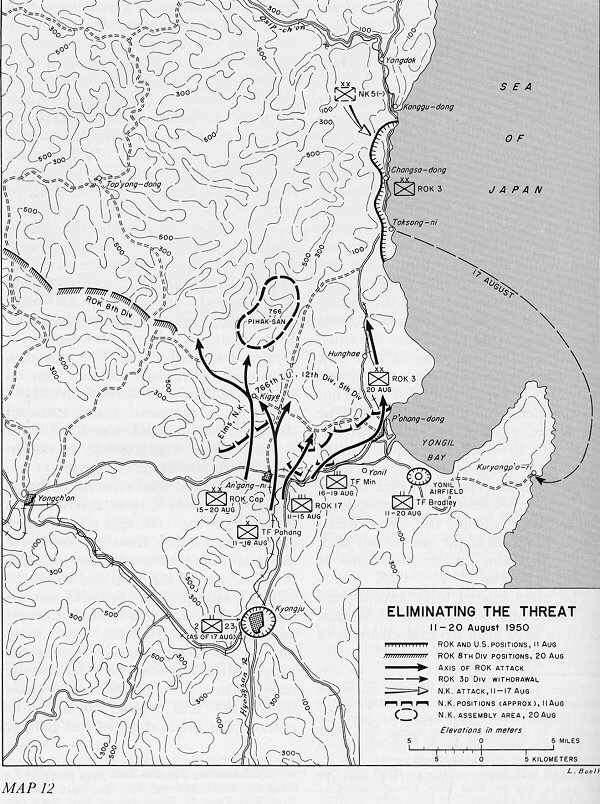
Mapa operacyjna przedstawiająca jednostki południowokoreańskie spychające siły północnokoreańskie na północ po intensywnych walkach 11–20 sierpnia

Na początku sierpnia trzy dywizje Koreańskiej Armii Ludowej rozpoczęły ofensywę przez trzy korytarze przechodzące przez obszar na wschodzie worka pusańskiego, przy czym 8 Dywizja zaatakowała Yongch'on, 12 Dywizja uderzyła na P'ohang-dong, a 5 Dywizja w połączeniu z 766 Samodzielnym Pułkiem Piechoty poszła na An'gang-ni. 8 Dywizja wyruszyła na Yongch'on z Uiseong, ale jej atak nie dotarł do korytarza Taegu-P'ohang po tym, jak nacierający zostali zaskoczeni i oskrzydleni przez południowokoreańską 8 Dywizję. Walki te były tak ciężkie, że północnokoreańska 8 Dywizja była zmuszona utrzymywać swoje pozycje przez tydzień, zanim podjęła kolejną próbę natarcia. Zatrzymana ponownie przez opór południowych Koreańczyków, zatrzymała się w oczekiwaniu na posiłki. Jednak pozostałe dwa ataki komunistów w tym rejonie były bardziej skuteczne, zaskakując siły ONZ.
Na wschód od miejsca, w którym walczyły dwie dywizje o numerze 8 (południowo- i północnokoreańska), 12 Dywizja Koreańskiej Armii Ludowej przekroczyła rzekę Naktong w Andong, przemieszczając się przez góry w małych grupach, aby dotrzeć do P'ohang-dong. Planiści ONZ nie przewidzieli, że 12 Dywizja będzie w stanie skutecznie przekroczyć rzekę i dlatego byli nieprzygotowani. W międzyczasie 3 Dywizja Armii Republiki Korei była związana walką z północnokoreańską 5 Dywizją wzdłuż przybrzeżnej drogi prowadzącej do P'ohang-dong. Starcia tych dwóch dywizji skupiały się na mieście Yongdok, a każda ze stron kilkakrotnie zdobywała i odbijała miasto. 5 sierpnia zaatakowali komuniści, ponownie zajmując miasto i spychając przeciwnika na południe. 6 sierpnia południowi Koreańczycy rozpoczęli kontrofensywę w celu odbicia miasta. Jednak oddziały północnokoreańskiej 5 Dywizji były w stanie zinfiltrować przybrzeżną drogę na południe od Yongdok w Hunghae. To oznaczało pełne okrążenie południowokoreańskiej 3 Dywizji, uwięzionej kilka kilometrów od P'ohang-dong. 766 Samodzielny Pułk zbliżył się do 3 Dywizji i zajął obszar wokół P'ohang-dong.

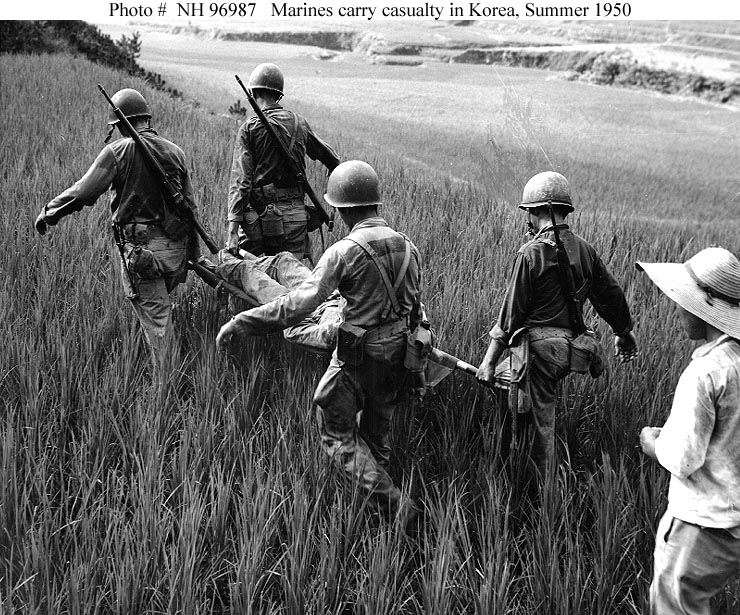
Marines niosący rannego żołnierza na noszach, sierpień 1950 roku

10 sierpnia 8 Armia zorganizowała grupę bojową o nazwie Grupa Zadaniowa P'ohang, złożoną z 17, 25 i 26 Pułku Armii Republiki Korei, a także południowokoreańskiego 1. batalionu antypartyzanckiego, batalionu morskiego i baterii amerykańskiego 18 Pułku Artylerii Polowej. Ta grupa zadaniowa otrzymała misję usunięcia sił północnokoreańskich z regionu górskiego. W tym samym czasie 8 Armia utworzyła Grupę Zadaniową Bradley, składającą się z elementów 8 Pułku Piechoty 2 Dywizji Piechoty. Grupa Zadaniowa Bradley otrzymała zadanie obrony P'ohang-dongu. Później nastąpiła skomplikowana seria walk w regionie P'ohang-dongu i An'gang-ni, gdy siły południowokoreańskie, wspierane z powietrza przez amerykańskie samoloty, związały walką siły komunistyczne w tym rejonie. Północnokoreańska 12 Dywizja działała w dolinie na zachód od P'ohang-dongu i była w stanie odeprzeć Grupę Zadaniową P'ohang oraz południowokoreańską Dywizję Stołeczną, która znajdowała się wzdłuż linii obronnej dalej na wschód. W tym samym czasie północnokoreański 766 Pułk Piechoty i elementy 5 Dywizji walczyły z Grupą Zadaniową Bradley w P'ohang-dong i na południe od miasta. Ogień artylerii okrętowej amerykańskich okrętó wypędził wojska komunistyczne z miasta, ale bitwa przeistoczyła się następnie w zaciekłe walki o ziemię niczyją, gdy boje przeniosły się na okoliczne wzgórza.

#### Walki o P'ohang-dong

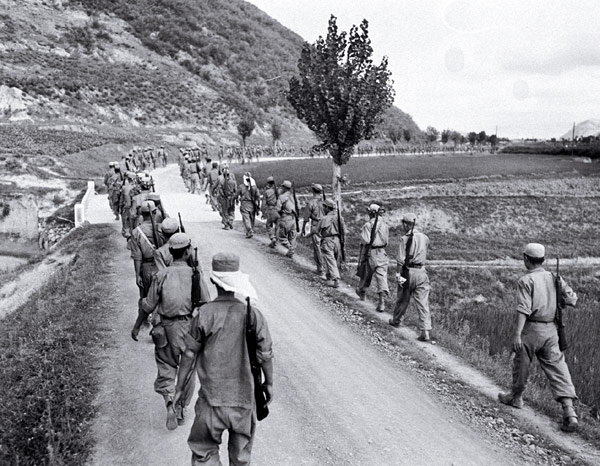
Wojska południowokoreańskie zbliżają się do linii frontu w pobliżu P'ohang-dong

Do 13 sierpnia wojska północnokoreańskie operowały w górach na zachód i południowy zachód od lotniska Yongil. Dowódcy USAF, obawiając się ataków komunistów, ewakuowali 39 i 40 Eskadrę Myśliwską z pasa startowego, wbrew woli gen. MacArthura. W tym przypadku lądowisko pozostawało pod ochroną sił lądowych ONZ i nigdy nie znalazło się pod bezpośrednim ostrzałem. Eskadry zostały przeniesione na lotnisko Tsuiki na wyspie Kiusiu w Japonii. W międzyczasie południowokoreańska 3 Dywizja, otoczona na początku miesiąca, zdołała przebić się na południe, do wioski Changsa-dong, gdzie amfibie Marynarki Wojennej Stanów Zjednoczonych ewakuowały ocalałych żołnierzy tej dywizji w nocy 16 sierpnia. Przepłynęli oni 32 km na południe do zatoki Yongil, aby dołączyć do innych sił ONZ w skoordynowanym ataku, mającym na celu wypchnięcie sił północnokoreańskich z regionu.
Do 14 sierpnia duże siły Koreańskiej Armii Ludowej były całkowicie skoncentrowane na zajęciu P'ohang-dong. Jednak nie były w stanie go utrzymać z powodu przewagi powietrznej Amerykanów i ostrzeliwania miasta przez marynarkę wojenną. Łańcuch dostaw sił północnokoreańskich całkowicie się załamał i nie można było dostarczyć większych ilości żywności, amunicji oraz innych zapasów. Siły ONZ rozpoczęły swoją ostateczną kontrofensywę przeciwko zatrzymanym siłom komunistycznym 15 sierpnia. Intensywne walki wokół P'ohang-dong trwały przez kilka dni, a każda ze stron poniosła dużą liczbę ofiar w ciągłych atakach i kontratakach. Do 17 sierpnia siły ONZ były w stanie wypchnąć wojska północnokoreańskie z obszarów Kyongju i An'gang-ni, oddalając bezpośrednie zagrożenie nieprzyjacielską ofensywą na drodze zaopatrzeniowej do Taegu. Do 19 sierpnia wojska komunistyczne całkowicie wycofały się z obszaru ofensywy.

### Taegu
Krótko przed rozpoczęciem bitwy o worek pusański, gen. Walker ustanowił Taegu jako kwaterę główną 8 Armii. Położone dokładnie w centrum worka, Taegu stało u wejścia do doliny rzeki Naktong, obszaru, w którym siły północnokoreańskie mogłyby posuwać się w zwarciu w dużych ilościach. Naturalne przeszkody zapewniane przez rzekę Naktong na południu i górzysty teren na północy zbiegały się wokół Taegu, które było również głównym węzłem komunikacyjnym i ostatnim dużym miastem Korei Południowej poza samym Pusanem, które pozostało w rękach ONZ. Od południa do północy miasto było bronione przez amerykańską 1 Dywizję Kawalerii oraz południowokoreańską 1 i 6 Dywizję II Korpusu. 1 Dywizja Kawalerii została rozstawiona na długiej linii wzdłuż rzeki Naktong na południu, a jej 5 i 8 Pułk Kawalerii utrzymywały linię 24 km wzdłuż rzeki, podczas gdy 7 Pułk Kawalerii w rezerwie wraz z jednostkami artylerii był gotowy wzmocnić obronę wszędzie tam, gdzie komuniści spróbowaliby się przebić.

#### Natarcie na Taegu
Pięć dywizji Koreańskiej Armii Ludowej zebrało się naprzeciwko sił ONZ w Taegu; patrząc z południa na północ: 10, 3, 15, 13, i 1 Dywizja zajmowały linię od Tuksong-dong i wokół Waegwan do Kunwi. Komuniści planowali wykorzystać naturalny korytarz doliny Naktong od Sangju do Taegu jako główną oś ataku dla następnego uderzenia na południe. Natarcie wspierały również elementy 105 Dywizji Pancernej.
Do 7 sierpnia północnokoreańska 13 Dywizja przekroczyła rzekę Naktong w Naktong-ni, 64 km na północny zachód od Taegu. Wojska południowokoreańskie zaatakowały 13 Dywizję natychmiast po tym, jak zakończyła ona przeprawę, zmuszając oddziały komunistyczne do rozproszenia się w górach. Dywizja zebrała się ponownie na wschodzie i rozpoczęła nocny atak, przełamała obronę południowych Koreańczyków i rozpoczęła marsz, który prowadził 32 km na południowy wschód od Naktong-ni pod głównej drodze do Taegu. W ciągu tygodnia, południowokoreańska 1 i 13 Dywizja koncentrowała się w obszarze Tabu-dong, około 24 km na północ od Taegu.
W dniach 12-16 sierpnia północnokoreańska 15 Dywizja sformowała szyk bojowy po wschodniej stronie rzeki Naktong, w pobliżu Yuhak-san, 4,8 km na północny zachód od Tabu-dong. Szybko jednak została zatrzymana w walce pod Yuhak-san przez południowokoreańską 1 Dywizję.

#### Wzgórze Triangulation

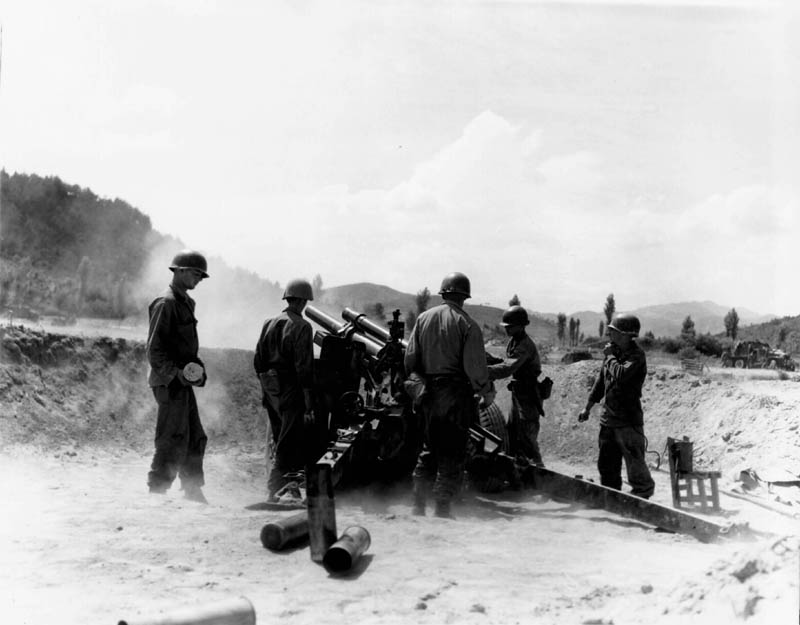
Amerykańska artyleria w pobliżu Waegwan strzela do wojsk północnokoreańskich próbujących przekroczyć rzekę Naktong

Na południe od Waegwan dwie kolejne dywizje północnokoreańskie były gotowe do przekroczenia rzeki Naktong w ataku skoordynowanym z dywizjami na północy. Doświadczona północnokoreańska 3 Dywizja była skoncentrowana w okolicach Songju, podczas gdy niesprawdzona 10 Dywizja stacjonowała w rejonie Koryong. Te dwie dywizje przecięły się na linii amerykańskiej 1 Dywizji Kawalerii. 7 Pułk 3 Dywizji rozpoczął przekraczanie Naktong 9 sierpnia. Pomimo tego, że został zauważony i ostrzelany, większość żołnierzy bezpiecznie dotarła na wschodni brzeg i przeniosła się w głąb lądu na wzgórza. 5 Pułk Kawalerii i jego artyleria, teraz w pełni zaalarmowana, zauważyły pozostałe dwa pułki i zmusiły je do odwrotu na zachodni brzeg. Tylko niewielka liczba żołnierzy północnokoreańskich dotarła na wschodni brzeg, gdzie albo zostali schwytani, albo ukrywali się do czasu ponownego przekroczenia rzeki następnej nocy.
O świcie 9 sierpnia 1 Dywizja Kawalerii dowiedziała się o tym, że wróg sforsował rzekę. Piechota północnokoreańska zebrała się na wzgórzu 268, znanym również jako wzgórze Triangulation, które znajdowało się 4,8 km na południowy wschód od Waegwan i 16 km na północny zachód od Taegu. Wzgórze było ważne ze względu na bliskość linii komunikacyjnych, ponieważ główna koreańska autostrada północ-południe i główna dwutorowa linia kolejowa Seul-Pusan przechodziły u jego podstawy. 1 Dywizja Kawalerii kontratakowała zgromadzenie sił północnokoreańskich, aby zmusić je do powrotu za rzekę, ale ich początkowe natarcie zostało odparte. Następnego ranka, 10 sierpnia, naloty i zapory artyleryjskie wstrząsnęły wzgórzem 268, niszcząc siły komunistyczne, których resztki wycofały się za rzekę.

#### Yongp'o
Plan Koreańskiej Armii Ludowej dotyczący ofensywy na Taegu z zachodu i południowego zachodu wymagał od 3 i 10 Dywizji skoordynowanego ataku. Elementy 10 Dywizji zaczęły przekraczać Naktong w godzinach porannych 12 sierpnia, w pobliżu Tuksong-dong, na drodze Koryong-Taegu, ale zostały odparte. Bardziej zdeterminowana przeprawa komunistów rozpoczęła się wczesnym rankiem 14 sierpnia. Ten atak również utknął w martwym punkcie i został zepchnięty z powrotem do rzeki. O zmroku jedyny uchwycony przez północnych Koreańczyków przyczółek w Yongp'o został zlikwidowany.

#### Bombardowania dywanowe

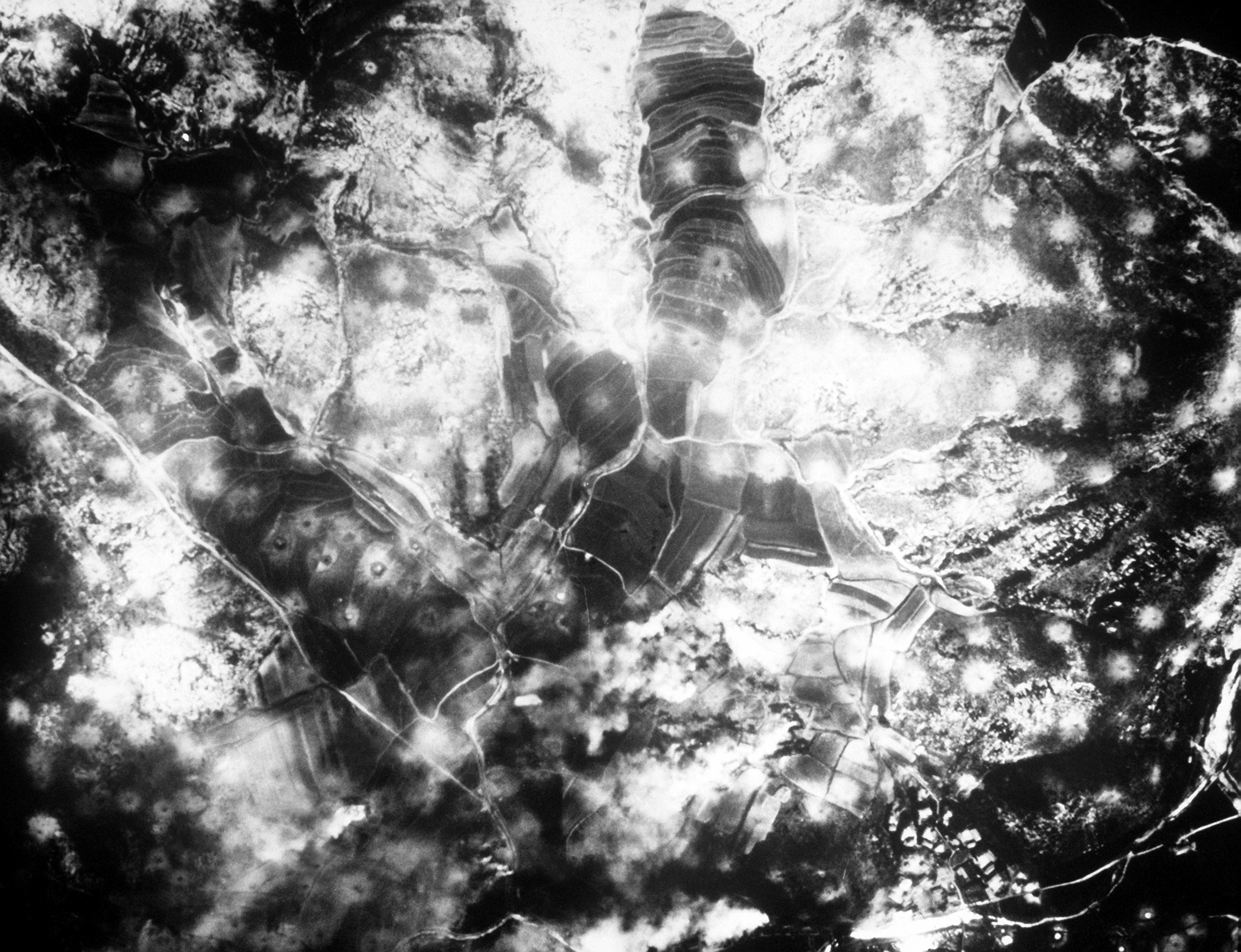
Zdjęcie nalotu amerykańskiego lotnictwa przedstawiające obszar o wymiarach 5,6 na 12,1 km w pobliżu Waegwan, na którym 99 bombowców zrzuciło 3500 bomb o masie 960 ton

W górach na północny wschód od Waegwan południowokoreańska 1 Dywizja odpierała ataki komunistów przez całą, pierwszą połowę sierpnia. Naciski Koreańskiej Armii Ludowej na tę dywizję nigdy nie ustawały na dłuższy czas. Amerykańscy planiści wierzyli, że główny atak północnych Koreańczyków nadejdzie z zachodu, więc zmobilizowali swoje siły na zachód od Taegu. Błędnie sądzono, że w pobliżu Taegu znajdowało się do 40 000 żołnierzy komunistycznych. W rzeczywistości tylko 70 000 żołnierzy północnokoreańskich walczyło wokół całego worka pusańskiego.
14 sierpnia gen. MacArthur zarządził nalot dywanowy na prostokątny obszar o powierzchni 70 km² po zachodniej stronie rzeki Naktong, naprzeciwko południowokoreańskiej 1 Dywizji. 16 sierpnia bombowce zrzuciły na ten obszar około 960 ton bomb. Atak wymagał wykorzystania całego komponentu bombowego amerykańskich sił powietrznych w Korei i stanowił największą operację USAF od czasu bitwy o Normandię w czasie II wojny światowej.
Informacje uzyskane później od północnokoreańskich jeńców ujawniły, że dywizje Dowództwa Dalekiego Wschodu, o których sądzono, że są nadal na zachód od Naktong, przeszły już na wschodnią stronę i nie znajdowały się w obszarze bombardowania. Nie znaleziono dowodów na to, że w wyniku bombardowania zginął choćby jeden żołnierz Korei Północnej. Wydaje się jednak, że bombardowanie zniszczyło znaczną liczbę baterii artyleryjskich Koreańskiej Armii Ludowej, ponieważ ostrzał artyleryjski na pozycje ONZ znacznie osłabł po zakończeniu tej misji. Dowódcy naziemnych i powietrznych oddział ONZ przeciwstawiali się przyszłym masowym atakom bombowym, chyba że zostaną przedstawione dokładne informacje o koncentracji sił wroga, a sytuacja będzie krytyczna. Zamiast tego zalecili, żeby myśliwce bombardujące i bombowce nurkujące aktywniej wspierały siły lądowe na linii frontu.

## Wrześniowe natarcia

Mapa linii obronnej Naktong, wrzesień 1950 roku

Koreańska Armia Ludowa została zepchnięta do granic swoich możliwości, a wiele jednostek miało znacznie zmniejszone stany osobowe i skuteczność bojową pod koniec sierpnia w porównaniu z początkiem bitwy. Komunistów dotykały coraz większe problemy logistyczne, brakowało żywności, broni, sprzętu i żołnierzy z uzupełnień. Pod koniec sierpnia dowództwo ONZ miało w Korei więcej żołnierzy bojowych niż Korea Północna; ponadto ONZ miała prawie całkowitą przewagę w powietrzu i na morzu. Straty w czołgach Koreańskiej Armii Ludowej liczone już były w setkach, a do 1 września komuniści mieli mniej niż 100 sprawnych czołgów w porównaniu z 600 czołgami amerykańskimi. Pod koniec sierpnia jedyną pozostałą przewagą północnych Koreańczyków była ich inicjatywa, ponieważ żołnierze komunistyczni zachowali wysokie morale i wystarczające zapasy, aby kontynuować ofensywę na dużą skalę.
Dzięki informacjom sowieckiego wywiadu północni Koreańczycy byli świadomi tego, że siły ONZ gromadzą się w worku pusańskim i że muszą wkrótce przeprowadzić ofensywę, albo przegrają tę bitwę. Planując nowe uderzenie, dowódcy Koreańskiej Armii Ludowej uznali, że jakakolwiek próba oflankowania sił ONZ jest niemożliwa przez wsparcie artylerii amerykańskich sił morskich. Zamiast tego zdecydowali się na ataki frontalne, aby przełamać obronę przeciwnika i zniszczyć ją. Drugim celem było otoczenie Taegu i zniszczenie jednostek ONZ w tym mieście. W ramach tego zadania siły północnokoreańskie najpierw odcięłyby wrogie linie zaopatrzenia do Taegu.
Planiści z Korei Północnej powiększyli swoje siły w oczekiwaniu na nową ofensywę. Koreańska Armia Ludowa, pierwotnie licząca 10 dywizji w dwóch korpusach, została powiększona do 14 dywizji z kilkoma niezależnymi brygadami. Nowe oddziały zostały sprowadzone z sił rezerwowych z Korei Północnej. Marsz. Ch’oe Yong Gŏn służył jako zastępca dowódcy Koreańskiej Armii Ludowej, z gen. Kim Ch’aekem odpowiedzialnym za kwaterę główną frontu. Pod nimi znajdował się II Korpus na wschodzie i I Korpus na zachodzie. II Korpus obejmował 10, 2, 4, 9, 7 i 6 Dywizję Piechoty, a także 105 Dywizję Pancerną, wspierając ją 16 Brygadą Pancerną i 104 Brygadą Ochrony. I Korpus kontrolował 3, 13, 1, 8, 15, 12 i 5 Dywizję z 17 Brygadą Pancerną jako wsparcie. Siły te liczyły łącznie około 97 850 ludzi, chociaż jedną trzecią z nich stanowili świeży rekruci bez doświadczenia bojowego lub przymusowi poborowi z łapanek na terenie Korei Południowej, a także brakowało im broni i ciężkiego sprzętu. Do 31 sierpnia mieli oni do czynienia z siłami ONZ liczącymi już 120 000 żołnierzy na pierwszej linii oraz 60 000 żołnierzy w jednostkach wsparcia.
20 sierpnia dowództwo Koreańskiej Armii Ludowej wydało rozkazy operacyjne dla podległych im jednostek. Rozkazy te wymagały jednoczesnego, pięciostopniowego ataku na linie ONZ. To przytłoczyłoby obrońców i pozwoliłoby komunistom przedrzeć się przez ich linie w co najmniej jednym miejscu, aby zepchnąć siły ONZ do morza. Pięć zgrupowań bojowych zostało uporządkowanych w następujący sposób:
- 6 i 7 Dywizja miała przebić się przez pozycje amerykańskiej 25 Dywizji Piechoty pod Masan;
- 9, 4, 2 i 10 Dywizja otrzymała zadanie przebicia się przez amerykańską 2 Dywizję Piechoty na grzbiecie Naktong i poruszania się w stronę Miryang i Yongsan;
- 3, 13 i 1 Dywizja miała przebić się przez pozycje amerykańskiej 1 Dywizji Kawalerii i południowokoreańskiej 1 Dywizję nacierając na Taegu;
- 8 i 15 Dywizja otrzymała rozkaz przebicia się przez pozycje południowokoreańskiej 8 i 6 do Hayang i Yongch'on[151].
- 12 i 5 Dywizja miała przebić się przez południowokoreańską Dywizję Stołeczną i 3 Dywizję do P'ohang-dong oraz Kyongju.

22 sierpnia północnokoreański premier i dyktator Kim Ir Sen nakazał zakończenie wojny do 1 września, ale skala ofensywy na to nie pozwalała. Grupy 1 i 2 miały rozpocząć atak o 23:30 31 sierpnia, a grupy 3, 4 i 5 miały uderzyć o godzinie 18:00 2 września. Ataki miały ściśle łączyć się ze sobą, aby przytłoczyć oddziały ONZ w każdym punkcie jednocześnie, wymuszając w wielu miejscach przełamanie linii frontu, której ONZ nie byłaby w stanie wzmocnić. Koreańska Armia Ludowa postanowiła oprzeć się głównie na nocnych atakach, aby przeciwdziałać głównym atutom ONZ w zakresie przewagi powietrznej i siły ognia na morzu. Północnokoreańscy generałowie uważali, że takie nocne ataki uniemożliwią siłom ONZ skuteczne prowadzenie ognia i spowodują dużą liczbę ofiar od bratobójczego ognia artylerii ONZ.
Ataki zaskoczyły planistów i żołnierzy ONZ. Do 26 sierpnia dowództwo ONZ wierzyło, że zneutralizowano już ostatnie poważne zagrożenia dla worka pusańskiego i przewidywali zakończenie wojny pod koniec listopada. Jednostki Armii Republiki Korei wciąż jednak cierpiały na niskie morale z powodu niepowodzeń w obronie własnego terytorium w dotychczasowej części wojny. Dowódcy sił ONZ patrzyli z nadzieją w przyszłość, wyczekując operacji Chromite, desantu morskiego daleko za liniami wroga w porcie Inczon 15 września i nie spodziewali się, że komuniści zdołają przed tą datą przeprowadzić jeszcze jakąś poważną ofensywę.
Wielka Ofensywa Naktong była jedną z najbardziej brutalnych bitew wojny koreańskiej. Pięciopunktowa ofensywa doprowadziła do ciężkich walk wokół Hamanu, Kyongju, wzgórz Naktong, rzeki Nam, Yongsanu, Tabu-Dong i Ka-san. Ataki Koreańskiej Armii Ludowej przyniosły początkowo znaczące zyski terytorialne i zmusiły żołnierzy ONZ wzdłuż worka pusańskiego do utworzenia cienkiej linii obrony, opartej na mobilnych rezerwach, przerzucanych na zagrożone odcinki, aby odeprzeć nacierających w danym miejscu. Komuniści początkowo odnosili sukcesy, zdołali przedrzeć się przez linie ONZ w wielu miejscach i poczynić znaczne sukcesy w rozdzielaniu i spychaniu jednostek ONZ na południe. W dniach 4-5 września sytuacja była tak tragiczna dla żołnierzy ONZ, że 8 Armia i Armia Republiki Korei przeniosły swoje kwatery główne z Taegu do Pusanu, aby zapobiec ich opanowaniu przez wroga, chociaż gen. Walker pozostał w Taegu z niewielkim, wysuniętym oddziałem. Amerykanie i południowi Koreańczycy przygotowali również swoje systemy logistyczne do wycofania na mniejszy obwód obronny zwany Linią Davidsona. Jednak do 6 września gen. Walker zdecydował, że kolejny odwrót nie będzie konieczny. Po 8 września bitwa przerodziła się w kosztowny impas dla dwóch nadmiernie rozciągniętych armii.
15 września wyczerpani żołnierze północnokoreańscy zostali zaskoczeni lądowaniem w Inchon, daleko za ich liniami. Siły, które pozostały pod workiem pusańskim po 15 dniach wrześniowych walk, zostały zmuszone do odwrotu w wyniku ryzyka całkowitego odcięcia. Izolowany opór pojedynczych jednostek komunistycznych trwał do 18 września, lecz w tym dniu wojska ONZ rozpoczęły kontrofensywę na pełną skalę i ścigały wycofujące się jednostki Koreańskiej Armii Ludowej na północ, kończąc walki wokół worka pusańskiego.

## Następstwa

Worek pusański 15 września. Niebieska strzałka wskazuje na bitwę pod Inczon, która zakończyła ataki komunistów na południu

Za walki w worku pusańskim 17 żołnierzom amerykańskim przyznano Medale Honoru. Mjr Louis J. Sebille był jedynym żołnierzem Sił Powietrznych, który otrzymał to odznaczenie worek pusański, w dodatku pośmiertnie. Z szeregów Armii Amerykańskiej odebrali je: st. sierż. sztab. Melvin O. Handrich, st. szer. Melvin L. Brown, kpr. Gordon M. Craig, st. szer. Joseph R. Ouellette, st. sierż. Ernest R. Kouma, st. sierż. Travis E. Watkins, por. Frederick F. Henry, st. szer. Luther H. Story, st. sierż. sztab. Charles W. Turner, st. szer. David M. Smith, st. sierż. sztab. Loren R. Kaufman, i st. szer. William Thompson. Podczas pościgu za wycofującymi się po bitwie komunistami zasłużyli na Medal Honoru również sierż. William R. Jecelin i kpr. John W. Collier. Ponadto mjr British Army Kenneth Muir, jako jedyny z żołnierzy Brytyjskiej Wspólnoty Narodów został odznaczony Krzyżem Wiktorii za tę bitwę.

### Straty
Siły ONZ i Koreańskiej Armii Ludowej poniosły ogromne straty. Zespół bojowy amerykańskiego 5 Pułku Piechoty miał 269 zabitych, 574 rannych i 4 schwytanych podczas bitwy. Amerykańska 1 Dywizja Kawalerii straciła 770 zabitych, 2613 rannych i 62 wziętych do niewoli. 2 Dywizja Piechoty odnotowała śmierć 1120 żołnierzy, rany 2563, wzięcie do niewoli 67 i zaginięcie 69. 24 Dywizja Piechoty straciła 402 zabitych, 1086 rannych, 5 schwytanych i 29 zaginionych. Zespół bojowy 29 Pułku Piechoty miał 86 zabitych, 341 rannych, 1 schwytanego i 7 zaginionych. 25 Dywizja Piechoty zgłosiła 650 zabitych, 1866 rannych, 4 schwytanych i 10 zaginionych. Z innymi jednostkami niedywizyjnymi, łączna liczba ofiar Armii Amerykańskiej w bitwie o worek pusański wyniosła 3390 zabitych, 9326 rannych, 97 schwytanych (z których 9 zmarło w niewoli) i 174 zaginionych, co daje łącznie 12 987 ofiar. Korpus Piechoty Morskiej Stanów Zjednoczonych stracił 185 zabitych, Marynarka Wojenna Stanów Zjednoczonych 14 zabitych, a Siły Powietrzne 53 zabitych. Kolejnych 736 żołnierzy amerykańskich (ze wszystkich rodzajów sił zbrojnych) zostało zabitych, 2919 rannych i 12 zaginionych podczas pościgu za wrogiem na północ. Oficjalna liczba ofiar w szeregach Sił Zbrojnych USA to 4599 zabitych, 12 058 rannych, 2701 zaginionych i 401 schwytanych. Liczba ofiar Armii Republiki Korei jest prawie niemożliwa do oszacowania, ale wiadomo, że stanowiła co najmniej dwukrotność całkowitej liczby ofiar amerykańskich lub co najmniej 40 000. Stany Zjednoczone straciły w tej bitwie również 60 czołgów, co zwiększyło łączną liczbę tych maszyn straconych przez Amerykanów do tego momentu wojny do 136.
W bitwie o worek pusański padła także niewielka liczba ofiar brytyjskich, w tym pięciu żołnierzy zabitych. J.W. Addison był pierwszą ofiarą brytyjską w wojnie koreańskiej; zginął 23 sierpnia na pokładzie HMS Comus, kiedy okręt został zaatakowany przez samolot lotnictwa Korei Północnej. 29 sierpnia por. marynarki I. M. MacLachlan, dowódca 800 Morskiego Dywizjonu Lotniczego, zginął w wypadku lotniczym na pokładzie HMS Triumph. Dodatkowo w pobliżu Taegu zginęło trzech żołnierzy brytyjskich z 27 Brygady; szer. Reginald Streeter zginął 4 września, a kpt. C. N. A. Buchanan i szer. T. Taylor 6 września. Kolejnych 17 brytyjskich żołnierzy zostało rannych w worku pusańskim.
W bitwie zginęła także dwóch korespondentów wojennych: Ian Morrison, reporter The Times oraz Christopher Buckley, reporter The Daily Telegraph, zginęli 13 sierpnia w pobliżu Waegwan, kiedy ich pojazd wjechał na minę. Razem z nimi zginął jeden z oficerów Indyjskich Sił Zbrojnych, płk Manakampat Kesavan Unni Nayar, przedstawiciel Komisji Narodów Zjednoczonych ds. Korei.
Straty poniesione w bitwie o worek pusański przez Koreę Północną są prawie niemożliwe do dokładnego oszacowania z powodu braku dokumentacji. Trudno jest określić, ilu obywateli Korei Południowej zostało przymusowo wcielonych do komunistycznego wojska podczas bitwy, a także ilu z nich zdezerterowało, a nie zginęło w bitwie. Większe starcia w worku pusańskim doprowadziły do zniszczenia całych pułków, a nawet dywizji Koreańskiej Armii Ludowej, a ich siłę należało oszacować na podstawie oceny w meldunkach północnokoreańskich przechwyconych przez ONZ. 1 września Koreańska Armia Ludowa liczyła około 97 850 żołnierzy, a co do jednej trzeciej tej liczby podejrzewa się, że byli to przymusowi poborowi z Korei Południowej. W następstwie bitwy o worek pusański tylko 25 000 lub 30 000 żołnierzy komunistycznych wróciło do Korei Północnej do końca miesiąca. Ponad jedna trzecia atakujących poniosła śmierć w walkach lub została schwytana. Oznaczałoby to, że ofiary Koreańskiej Armii Ludowej od 1 do 15 września mogą wynosić od około 41 000 do 36 000 zabitych i wziętych do niewoli, przy nieznanej liczbie rannych. Dodając do tego 5690 zabitych w na Bowling Alley, 3500 na wzgórzu Naktong, co najmniej 3700 w Taegu i nieznaną liczbę w P'ohang-dong przed 1 września, straty komunistów pod koniec bitwy prawdopodobnie przekroczyły 50 000 lub nawet 60 000 żołnierzy. Stracili oni także 239 czołgów T-34 i 74 działa samobieżne SU-76; praktycznie cały posiadany sprzęt pancerny.

### Zbrodnie wojenne

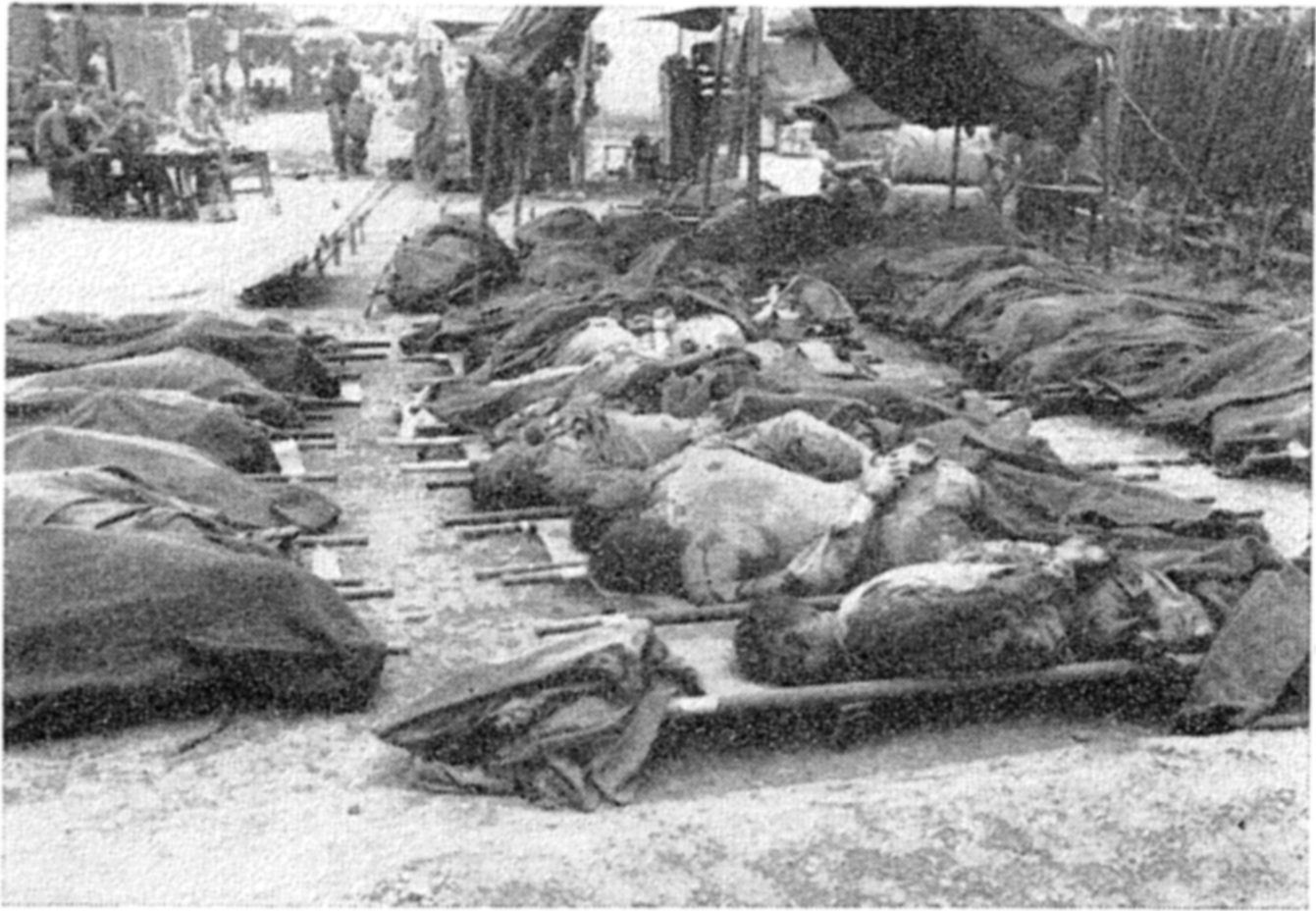
Ciała ofiar masakry na wzgórzu 303 zebranie w pobliżu Waegwan w Korei Południowej, wiele z nich miało nadal związane na plecach ręce

Wojska komunistyczne okupujące Koreę Południową były oskarżane o wiele przypadków znęcania się nad jeńcami wojennymi wziętymi do niewoli podczas walk. Wśród nich zdarzały się oskarżenia o tortury i egzekucje bez sądu niektórych schwytanych żołnierzy ONZ. Dochodziło do przypadków bicia, kastracji i palenia żywcem jeńców oraz wykorzystywania ich do ćwiczenia walk na bagnety. W regionie Taegu zostały znalezione ciała schwytanych żołnierzy z przestrzelonymi głowami i ze związanymi rękami na plecach. Wiadomo było, że tego typu morderstwa miały miejsce również w Masan, gdzie znane były także pojedyncze przypadki wykorzystywania jeńców jako ludzkich tarcz w czasie natarcia przeciwko oddziałom ONZ. Powszechnie znanym faktem było dobijanie ciężko rannych żołnierzy ONZ w północnokoreańskiej niewoli, a w co najmniej jednym przypadku bezbronni kapelani i sanitariusze zostali zaatakowani przez komunistów pomimo noszenia odpowiednich identyfikatorów. Ponadto Koreańska Armia Ludowa przymusowo wcielała południowokoreańskich cywilów w swoje szeregi na masową skalę, zabijając każdego, kto próbował zdezerterować.
Najbardziej niesławną zbrodnią wojenną Korei Północnej była masakra na wzgórzu 303 dokonana 17 sierpnia, kiedy to 41 amerykańskich jeńców zostało zabitych przez oddziały północnokoreańskie nacierające na Taegu. Mord ten skłonił dowódcę wojsk ONZ gen. MacArthura do ostrzeżenia Koreańczyków z północy za pośrednictwem ulotek i audycji, że zostaną pociągnięci do odpowiedzialności za swoje zbrodnie. Wiadomo, że dowódcy Koreańskiej Armii Ludowej wydali rozkazy dotyczące lepszego traktowania jeńców wojennych po tych incydentach, lecz podobne okrucieństwa wobec nich nadal trwały.
Oddziały ONZ, zwłaszcza południowokoreańskie, były również oskarżane o zabijanie lub usiłowanie zabicia schwytanych żołnierzy przeciwnika. Cywile z Korei Południowej, z których niektórzy byli lewicowymi lub komunistycznymi sympatykami, byli systematycznie więzieni lub zabijani w masakrach Ligi Bodo, z których część miała miejsce podczas bitwy o worek pusański. Krótko przed bitwą wycofujący się żołnierze 1 Dywizji Kawalerii i amerykańskie samoloty bojowe zabiły około 250-300 południowokoreańskich cywilów, głównie kobiety i dzieci, w masakrze No Gun Ri. Dowódcy amerykańscy przyjęli politykę strzelania do zbliżających się grup uchodźców, w obawie przed infiltratorami sympatyzującymi z wojskami Korei Północnej. Takie zabójstwa były prowadzone np. podczas walk nad rzeką Naktong, kiedy dowódcy ogłosili uchodźców „piąta kolumną” i wydali takie rozkazy, jak „strzelanie do wszystkich uchodźców, którzy przejdą przez rzekę”.

### Oceny
Niektórzy historycy twierdzą, że cele Korei Północnej w worku pusańskim były nieosiągalne od samego początku. Według historyka T. R. Fehrenbacha, Amerykanie, którzy byli lepiej wyposażeni niż północni Koreańczycy, byliby w stanie łatwo pokonać swoich przeciwników, gdyby mieli szansę uformować ciągłą linię obrony. Tymczasem komuniści przebili się przez ich obronę w kilku punktach i przez krótki czas byli w stanie wykorzystać swoje zdobycze. Jednak w ciągu tygodnia tempo ofensywy zostało spowolnione i Koreańska Armia Ludowa nie była w stanie utrzymać tempa swojego natarcia. Na większości długości linii frontu przez całą bitwę prowadzono tylko patrole i działania zwiadowcze.

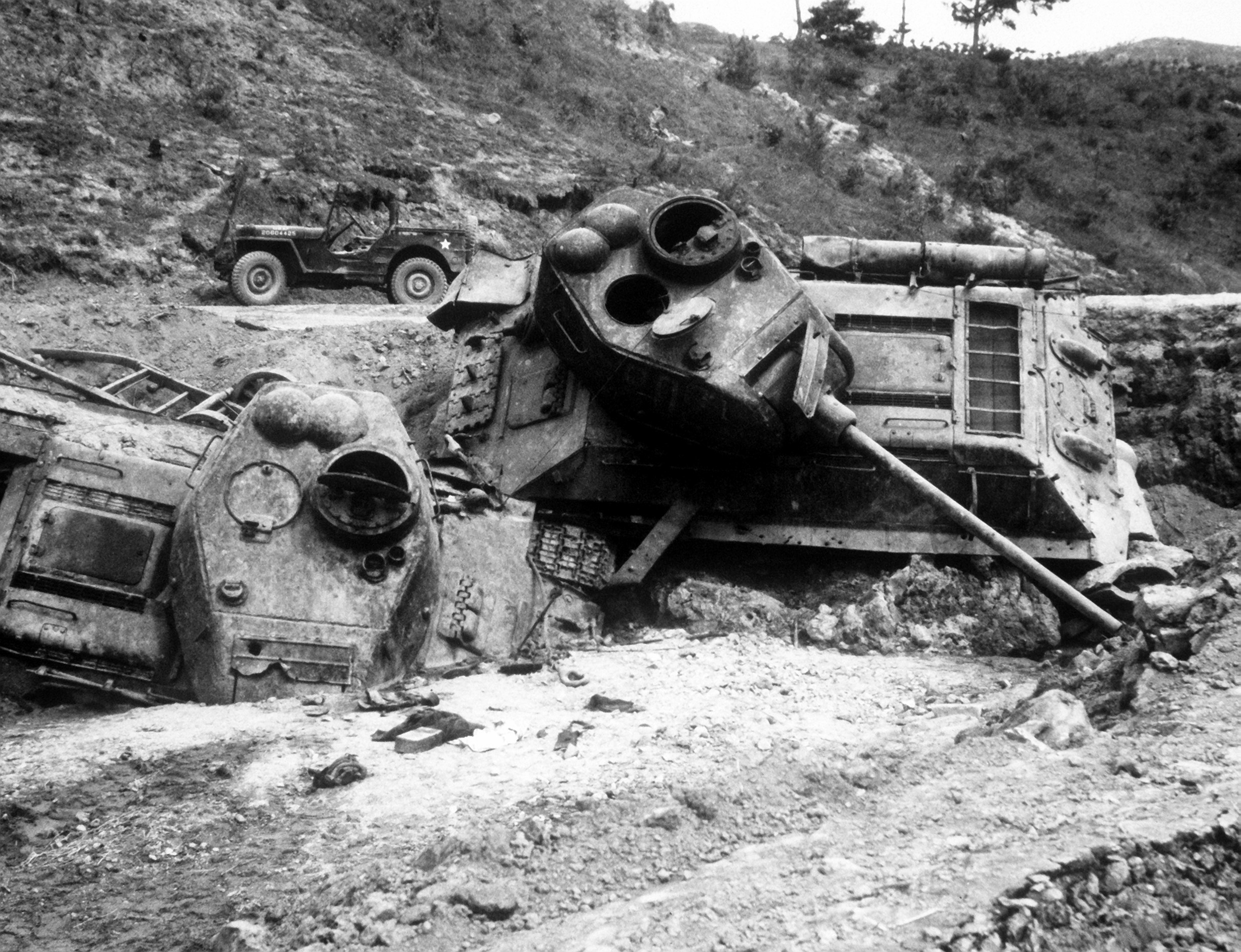
Północnokoreańskie czołgi T-34 zniszczone przez amerykańskie samoloty w pobliżu Waegwan

Desant w Inczonie był miażdżącym ciosem dla Koreańskiej Armii Ludowej, zastając ją całkowicie nieprzygotowaną i przełamując i tak już słabe siły północnokoreańskie wzdłuż worka pusańskiego. Praktycznie bez wyposażenia, z wyczerpanymi żołnierzami i niskim morale, komuniści znajdowali się w bardzo niekorzystnej sytuacji i nie byli w stanie kontynuować nacisku na worek pusański, próbując jednocześnie odeprzeć lądowanie w Inczonie. 23 września Koreańska Armia Ludowa była w całkowitym odwrocie spod worka pusańskiego, a siły ONZ szybko ścigały ich na północ i odzyskiwały utracone na początku wojny tereny.
Zniszczenie Koreańskiej Armii Ludowej pod Pusan sprawiło, że kontynuacja wojny przez komunistów stało się niemożliwa przy użyciu samych tylko wojsk północnokoreańskich. Ogromne straty w ludziach i sprzęcie były porównywalne do strat Armii Republiki Korei poniesionych w pierwszych miesiącach wojny. Północni Koreańczycy całkowicie upadli jako siła bojowa, a pozostała część ich rozgromionych wojsk wycofała się do Korei Północnej, zdolna jedynie do słabych prób spowalniania sił ONZ, które były teraz w ofensywie z przytłaczającą przewagą lądową, powietrzną i morską. Wiele jednostek północnokoreańskich po prostu się poddało, a ich liczba żołnierzy została zredukowana z tysięcy do zaledwie kilkuset ludzi.
Dzięki udanej akcji utrzymania worka pusańskiego, zwycięstwo sił ONZ zapoczątkowało ruchy wojsk, które miały ukształtować pozostałą część wojny. Gen. MacArthur i Połączeni Szefowie Sztabów, naciskani przez przywódców USA w Waszyngtonie, postanowili agresywnie ścigać pobitą Koreańską Armię Ludową także na terytorium Korei Północnej. 8 Armii nakazano posunąć się jak najdalej na północ, aż do Mandżurii i granicy Korei Północnej z Chinami, mając na celu przede wszystkim zniszczenie tego, co pozostało z Koreańskiej Armii Ludowej, zaś celem politycznym było zjednoczenie całej Korei pod rządami prezydenta Korei Południowej Syngmana Rhee. To rozsierdziło rząd komunistycznych Chin, które zagroziły, że „nie będą stać z boku, jeśli imperialiści bezmyślnie napadną na terytorium ich sąsiada”. Ostrzeżenia ze strony innych państw, aby nie przekraczać 38. równoleżnika, zostały zlekceważone i gen. MacArthur rozpoczął ofensywę we wrogim kraju, gdy Korea Północna odmówiła poddania się. Ostatecznie doprowadziło to do chińskiej interwencji w listopadzie, gdy wojska ONZ zbliżyły się do rzeki Jalu, a to, co pierwotnie było określane jako „ofensywa do domu przed Bożym Narodzeniem”, zamieniło się w wojnę, która trwała przez kolejne dwa i pół roku.